# Слюдянка (город)
Слюдя́нка — город в Иркутской области Российской Федерации, административный центр Слюдянского района. Расположен на западной оконечности озера Байкал, в 110 км от Иркутска. Население — 18 058 чел. (2021).
Крупный железнодорожный узел на Транссибирской магистрали. От станции Слюдянка II начинается также Кругобайкальская железная дорога. Через город проходит федеральная автодорога Р258 «Байкал». Туристический центр Иркутской области. Вблизи производилась добыча мрамора, в настоящее время производится цементное сырье. В прошлом Слюдянка была известна добычей слюды-флогопита и лазурита.
На месте города в 1647 году был создан Култукский острог, впоследствии перенесённый на место, где сейчас находится посёлок Култук. После этого лишь в 1802 году на этом месте появилось поселение Слюдянское зимовье на Кругобайкальском тракте. В 1899 году был основан железнодорожный посёлок Слюдянка, получивший статус рабочего посёлка в 1928, статус города — в 1936 году.

## Топонимика
Название Слюдянка — русского происхождения. В основе стоит апеллятив «слюда» — название минерала, добывавшегося на протяжении 350 лет в окрестностях населённого пункта. Слюдянка не меняла названия, будучи острогом, зимовьем, посёлком и городом. Река, которая протекает в пределах города и в среднем течении которой были открыты месторождения слюды, также называется Слюдянка.

## История

### Древнейшая история
Первые люди на территории Слюдянки появились в энеолитическую эпоху. Об этом можно судить по найденным в 1962 году захоронениям древнего человека на Шаманском мысе. Эти захоронения были отнесены археологами к китайской эпохе энеолита. В пещерах на Шаманском мысе найдены рисунки и наскальная живопись древних людей, однако после подъёма уровня Байкала в связи с началом эксплуатации Иркутской ГЭС они оказались под водой.

### Территория Слюдянки до прихода русских
Об этом этапе истории Слюдянки известно немногое. Историки предполагают, что в I веке до н. э. на территории Южного Прибайкалья жили гунны. Затем их сменили курыканы, народ тюркского происхождения. По мнению историков, они являются прародителями якутов. По найденным захоронениям курыкан можно судить о том, что они были скотоводами, умели плавить железо, были богаты относительно окружавших их племён и обладали развитым искусством. В XI веке их вытеснили монгольские племена, в числе которых были буряты. Они заселили южное, юго-восточное, восточное и юго-западное побережье Байкала, в том числе и территорию Слюдянки. Помимо бурят, на территории Южного Прибайкалья жили эвенки. К приходу русских на месте Слюдянки находилось их стойбище. Как отметил декабрист Лорер, ко времени его прибытия в 1813 году Култук, ближайший к территории Слюдянки населённый пункт все ещё представлял собой деревню, населённую преимущественно эвенками.

### 1647—1890-е года
В начале колонизации Сибири слюда была одним из самых ценных товаров для землепроходцев, помимо пушнины и соли. Прибывшие на южный Байкал казаки занялись поисками именно этого минерала и нашли его в среднем течении одной из небольших горных рек, названной впоследствии Слюдянкой. В устье соседней с ней реки находилось эвенкийское стойбище. На его месте было решено организовать небольшой острог для того, чтобы добывать слюду и охранять рудознатцев и добытчиков от эвенков. Его основателем стал землепроходец Иван Похабов, енисейский казак, боярский сын. О создании острога было доложено царю Алексею Михайловичу. На этом месте острог просуществовал недолго и был через несколько лет перенесён русскими на место, где сейчас стоит Култук, однако река, в устье которой стоял острог, была названа именем его основателя.
После переноса острожка никаких населённых пунктов на территории Слюдянки не было вплоть до 1802 года. В 1766 и 1780-х гг. на территории Слюдянки побывал путешественник Эрик Лаксман. Он заинтересовался минералами в её окрестностях и открыл месторождения нефрита, ляпис-лазури и заново открыл месторождения слюды, к тому времени забытые и не осваиваемые.
После появления указа Павла I «О населении Сибирского края…» переселенцы из центральных губерний Российской империи в 1802 году поставили на месте современной Слюдянки Слюдянское зимовье и возродили добычу слюды. Следующим важным для развития Южного Прибайкалья шагом послужило решение строить колёсную дорогу от Иркутска к Кяхте. При Слюдянском зимовье была организована почтовая станция. В 50-х гг. XIX века Муравьёвым-Амурским была одобрена идея строительства Кругобайкальского тракта вдоль берега Байкала. К тому времени Кяхта начала утрачивать своё былое значение. Её конкурентом становился Верхнеудинск, и было решено провести дорогу по самому берегу Байкала, вначале до Посольска, а затем до Верхнеудинска. Строительство велось усилиями ссыльных поляков, которые подняли восстание в 1866 году. Колёсное и почтовое сообщение по дороге было открыто в 1864 году.

### 1890-е — 1917 года

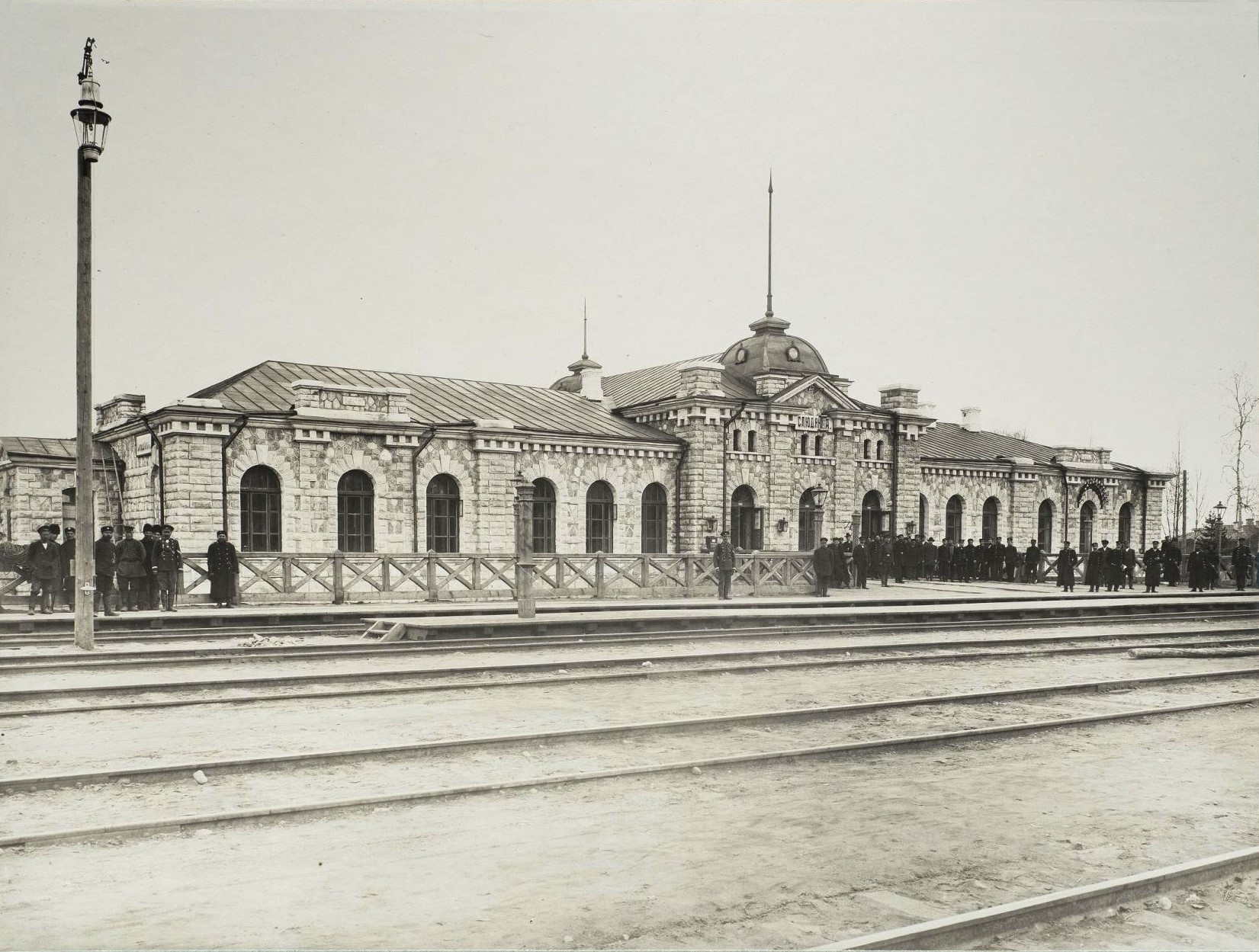
Вокзал станции Слюдянка с группой инженеров-путейцев. Около 1904 года.

В 1899 году из земель, принадлежавших Култукскому сельскому сходу, была выделена земля для строительства железнодорожного посёлка. Так был основан посёлок Слюдянка. В нём располагались Первый и Второй участки Управления строительством Кругобайкальской железной дороги. Существуют разные версии о том, почему потребовалось создать железнодорожный узел Слюдянка, а не сделать его в крупнейшем тогда населённом пункте юга Байкала Култуке. Есть предположение о том, что строительство Слюдянки было личным пожеланием тогдашнего министра путей сообщения Хилкова. По другой версии, сельский сход Култука отказался выделять землю на своей территории под железнодорожную станцию, так как в этом случае и без того небольшие пригодные для сельского хозяйства земли были бы заняты станцией и паровозным депо. Кругобайкальская дорога была стратегически важным и в то же время очень дорогостоящим звеном Транссиба. Паровозное депо, а также всемирно известный Слюдянский вокзал из белого мрамора были сданы в 1904 году, а в 1905 году было открыто движение поездов. В 1912 году выдвигалась инициатива преобразовать посёлок в

«…город Слюдянку, так как по количеству (4072 души обоего пола), сословному составу и роду занятий населения посёлок этот, имеющий в настоящее время характер городского поселения, в будущем, в силу естественно-географических условий: близость многих полезных минералов (слюды, белой глины, алебастра, мрамора) и удобства сбыта их по прилегающим к посёлку железнодорожному и водному путям неизбежно должен шириться и развиваться».

К 1916 году в Слюдянке проживало 5109 человек, действовали церковь, 6 школ, 4 постоялых двора, трактир и около 60 магазинов.

### Революционные события

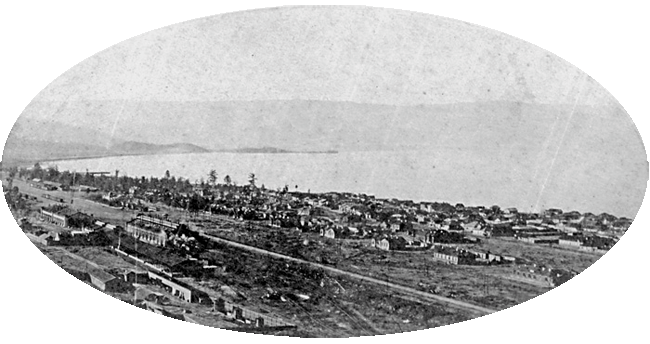
Слюдянка в 1914 году.

В начале XX века в Слюдянке начали развиваться революционные организации. В 1903—1904 гг. в городе появилась социал-демократическая группа. С началом революционного движения 1905 года в Иркутске по всей железной дороге начинаются волнения. В декабре 1905 года в Слюдянке создаётся Совет депутатов рабочих и служащих железной дороги. Для поддержки восставших в Иркутске большевики во главе с И. В. Бабушкиным захватили эшелон с оружием в Чите, но на станции Слюдянка Бабушкин был схвачен карательной экспедицией, вывезен в Мысовск и казнён там со своими товарищами. В память об этом событии на фронтоне слюдянского вокзала была установлена памятная доска работы скульптора Г. В. Нероды.
В Слюдянке вёл агитационную работу известный революционный деятель Сергей Киров.
Октябрьская революция 1917 года прошла в Слюдянке в виде стихийных стачек. Советская власть установилась практически в первые дни после революции.
Весной 1918 года в Слюдянке с целью пресечения всем, внушавшим хоть малейшее подозрение в принадлежности к офицерству, дальнейшего пути в Забайкалье, большевиками был организован «пропускной пункт», на котором в результате расправ комиссара Дашкова погибло несколько сотен русских офицеров. Эти меры большевиков привели к резкому повышению ожесточения междуусобного конфликта. Так, анализируя поведение офицерства на Дальнем Востоке, Верховный правитель адмирал А. В. Колчак, отмечал:
Большей частью это был вопрос мести. Люди, которые пробрались сюда с величайшим риском и опасностями, хотя бы через Слюдянку, где погибло по крайней мере до 400 офицеров, люди, прошедшие через эту школу, конечно, выслеживали лиц, которых они узнали по дороге…
— А. В. Колчак
К середине июля 1918 года к Слюдянке откатились оставившие Култук силы красных после того, как их, отступавших по железной дороге в эшелонах, сумели опередить продвигавшиеся пешим порядком по старому Кругобайкальскому тракту от Иркутска через село Веденское на Култук силы белых. Когда к Слюдянке подошли части чехословацкого корпуса Радола Гайды, слюдянковский ревком объявил о введении военного положения. 17 июля в Слюдянку приехал поезд командующего Центросибирью, а 19 июля начались военные столкновения. Слюдянковские красногвардейцы, отряды Нестора Каландаришвили и ледокола «Ангара» оказали сопротивление, но наступавшие из Иркутска белогвардейцы легко заняли окопные оборонительные сооружения и 23 июля силы большевиков оставили город. Фронт Гражданской войны откатился к Верхнеудинску. Вскоре в Слюдянке установилась российская власть. При этом в городе существовало большевистское подполье, которым были проведены диверсии на судоверфи в Лиственничном против государственной власти. 8 января 1920 года в Слюдянке было поднято вооружённое восстание во главе с Георгием Ржановым против отступавших по всему фронту сил Русской армии, в результате которого в городе установилась советская власть.

### Советские годы (1920—1991)

#### Слюдянка до Великой Отечественной войны

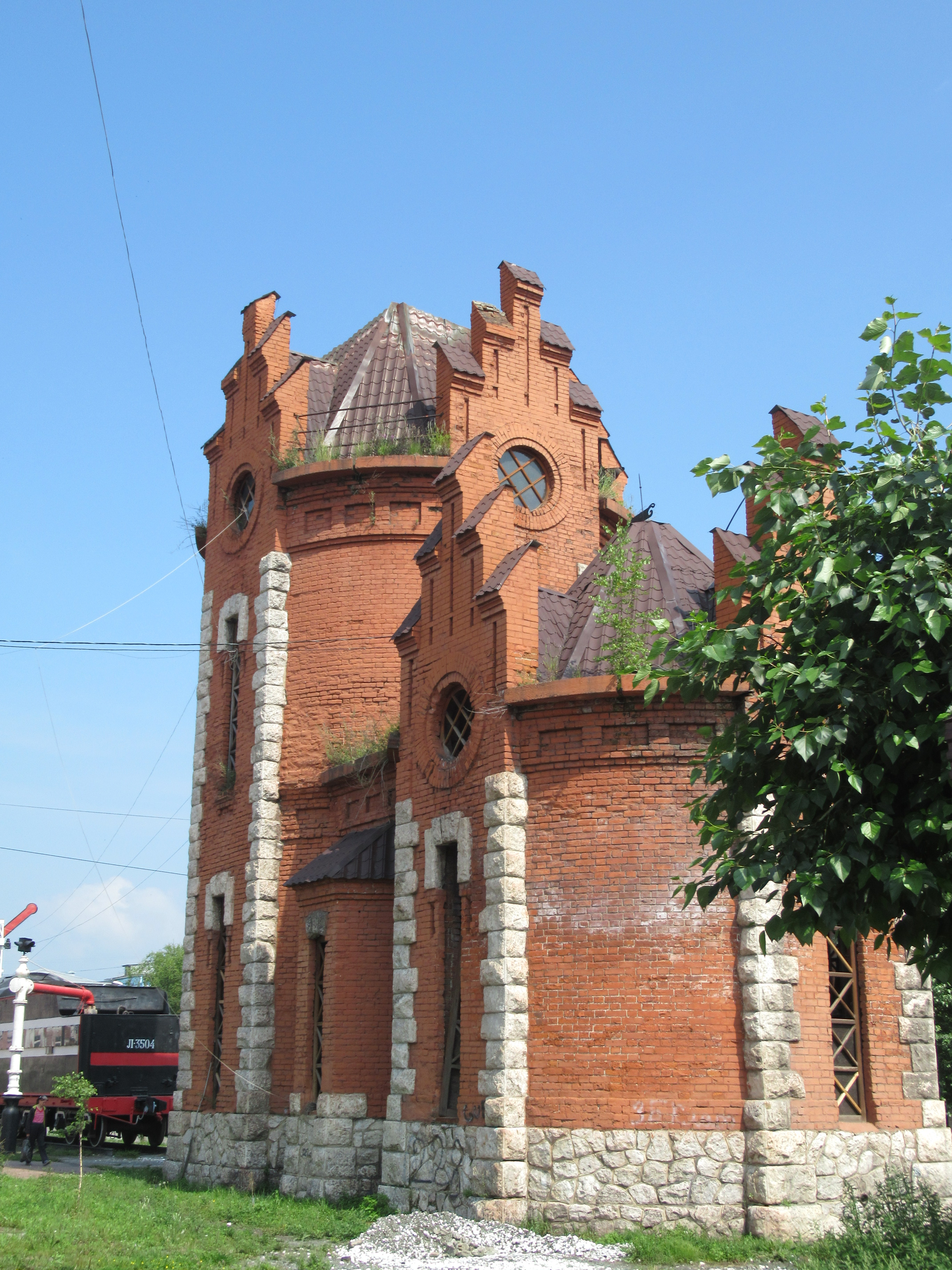
Водонапорная башня

Сразу же после установления советской власти между Култуком и Слюдянкой возникли споры по поводу волостного управления. В итоге до 1930 года управление волосткомом осуществлялось из Култука, что вызывало недовольство слюдянского поселкового комитета. Постановлением ВЦИК СССР 13 ноября 1930 года из Восточно-Сибирского края был выделен Слюдянский район, и его центром было решено сделать Слюдянку. В 1928 году Слюдянке был предоставлен статус рабочего посёлка, а в 1936 году — статус города.
Сразу же после Гражданской войны в Слюдянке началась конфискация имущества у зажиточных слоёв населения. Также, под предлогом хранения оружия, была закрыта Слюдянская Никольская церковь. Её преобразовали в клуб имени 1 Мая.
Промышленность Слюдянки в тот период была представлена предприятиями железной дороги, главным образом паровозным депо, кирпичным заводом и добычей слюды (в 1927 году было открыто Слюдянское рудоуправление). Также в городе были развиты местные промыслы — рыбная ловля, сбор ягод и кедрового ореха. В связи с недостаточным обеспечением рабочих и железнодорожников продуктами питания дары леса составляли значительную часть рациона местных жителей.
В Слюдянке на 1924 год существовали лишь одна школа и один клуб. Единственным культурно-развлекательным центром был агиткультпоезд «Синяя блуза», который ездил с концертами для жителей железнодорожных посёлков. В 1936 году из областного бюджета были выделены средства на строительство в Слюдянке детского дома для беспризорников.
В 30-е годы в Слюдянке начались репрессии. В городе было репрессировано около 500 человек. На горах возле Слюдянки находились лесозаготовки, на которых работали ссыльные и репрессированные.
На 1 января 1939 года в Слюдянке проживал 12 331 человек.

#### Великая Отечественная война

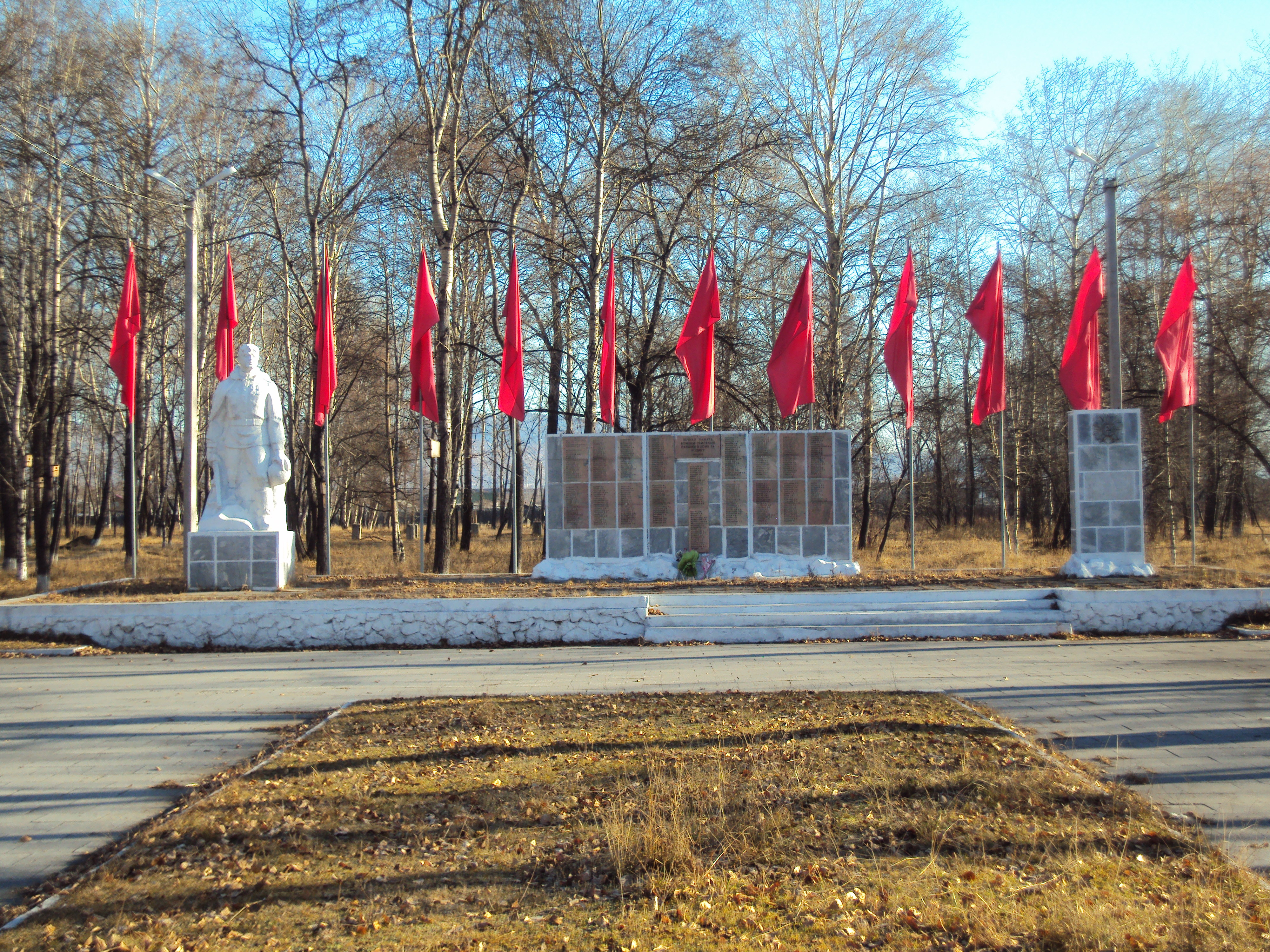
Мемориал в парке Перевал

В Великую Отечественную войну из Слюдянки был мобилизован 3461 человек.
Слюдянка была в годы войны глубоким тылом. Добыча слюды и поддержание стабильной работы железной дороги велись ударным трудом. «Восточно-Сибирская правда» неоднократно писала о работниках трудового фронта, слюдянцах — начальнике Слюдянского рудоуправления Бертеневе, работнице слюдфабрики Анастасии Ступе, забойщиках-стахановцах, машинистах, добивавшихся существенной экономии угля за счёт ухода за машинами, рыбаках рыболовецкого колхоза «Байкал», получивших Всесоюзную премию за ударный труд, о женщинах Слюдянки, которые проводили расчистку путей. В то же время оказывалась и финансовая помощь армии. Одними только паровозниками депо было собрано около 23 тысяч рублей. В Слюдянке был также открыт Слюдянский военный госпиталь. Главврачом стал В. П. Снедков. Многие бойцы здесь вылечились и вернулись в строй. Местные предприятия и пионерская организация брали над ними шефство. В госпитале читал лекции известный учёный-байкаловед Глеб Верещагин. В сентябре 1945 года под Слюдянкой случилась железнодорожная катастрофа. Ушёл под откос поезд с возвращавшимися с японского фронта бойцами. Погибло 15 человек. Памяти их и раненых, скончавшихся в госпитале, 22 июня 1989 года был открыт Мемориал в пади Улунтуй.
Памяти слюдянцев, не вернувшихся с фронта, в городе был создан ещё один мемориал — мемориал в парке Перевал. Скульптурная композиция состоит из памятника воину-освободителю и плит с именами погибших. На одной из них значатся имена Героев Советского Союза И. В. Тонконога и Г. Е. Береснева. Ежегодно возле мемориала проводится местный Парад Победы.

#### После войны
Во время войны и в послевоенные годы проводилось геологическое изучение территории. Были найдены образцы около 200 минералов, разведаны новые слюдяные жилы. Главным событием стало открытие месторождения мраморизованного известняка. Мощность продуктивного горизонта достигала здесь 350 м, а протяжённость около 10 километров. Была рассмотрена возможность его использования в качестве сырья для производства цемента. Запасы сырья на тот момент оценивались в 200 млн т. В 1955 году началось строительство крупнейшего на тот момент в Иркутской области карьера по добыче строительных материалов. К 1957 году оно завершилось, и карьер Перевал, названный по имени месторождения, выдал первые тонны сырья. Вместе с карьером был построен жилой массив на 1500 человек, состоящий из панельных многоквартирных домов.
Развивалась добыча слюды. Её использовали в различных отраслях промышленности, в том числе в радиотехнике и аэрокосмической промышленности. Для переработки слюды в Слюдянке организовали слюдяную фабрику. Добыча в послевоенное время велась полным ходом. Работало девять рудников. Выработанные штольни были брошены, началась добыча шахтным способом. В 1958 году одну из шахт затопило. Были проведены беспрецедентные инженерные изыскания для отвода воды. Была создана выработка длиной пять километров для отвода подземных вод в Байкал. Однако добыча слюды была неожиданно прекращена в 1973 году. Необходимо было обеспечить сбыт алданской слюды-флогопита, чтобы оправдать инвестиции в этот проект.
После войны Слюдянка стала крупным железнодорожным узлом. Было решено построить участок железной дороги Слюдянка — Большой Луг — Иркутск. Строительство было завершено к 1949 году. В этом же году были построены станции Слюдянка II и Рыбзавод (вблизи рыбоконсервного комбината). К 1960 году участок Транссиба от Мариинска до Слюдянки был электрифицирован. В 1961 году паровозное депо города преобразовали в локомотивное. В 1980 году депо было передано из Иркутского отделения ВСЖД в Улан-Удэнское.
В 1975 году добыча слюды была полностью прекращена. Необходимо было перепрофилировать рудоуправление для сохранения рабочих мест. Решено было добывать строительные материалы. Слюдянское рудоуправление вошло в состав промышленного объединения «Росмраморгранит» Министерства промышленности строительных материалов РСФСР и начало добычу мрамора, гнейса и гранодиоритов на месторождениях «Буровщина» (в одноимённом посёлке), «Динамитный» и «Орлёнок». При добыче были организованы камнеобрабатывающий цех и цех мозаичных плит. 30 % продукции отправлялось на экспорт из области, преимущественно в Москву и прочие города Советского Союза, где производились работы по облицовке станций метрополитенов. В 1985 году рудоуправление выпустило 45 тысяч м² облицовочных и 50 тысяч м² мозаичных плит.

### Современный период
С начала 1990-х начинается упадок промышленности в городе. В результате приватизации Слюдянское рудоуправление в 1993 году было преобразовано в АО «Байкальский мрамор», а затем оно распалось на различные АО, такие как ОАО «Байкалпромкамень», ОАО «Байкальский камнеобрабатывающий завод», ОАО «Карьер Буровщина». В этом же году Южно-Байкальский рыбоконсервный завод был приватизирован и назван АООТ «Южно-Байкальский рыбзавод и Ко».
В 1994—1995 гг. жителей Слюдянки терроризировал серийный убийца Борис Богданов. Будучи лесником и профессиональным охотником, он подстерегал своих жертв в лесу, обычно это были люди, собиравшие в лесу черемшу или грибы. По официальным данным, на счету преступника было пятнадцать жертв, по неофициальным (учитывая бомжей, живших в лесу) — 20 человек. Милиции не удавалось задержать садиста, так как он профессионально запутывал следы в лесу и обладал феноменальным чутьём, каждый раз уходя от погони в последний момент. 22 мая 1995 года дом, где он укрывался, был окружён. Один из оперативников, Александр Кутелев, при штурме дома, был застрелен маньяком. Когда Богданов понял, что ему не скрыться, то застрелился. Именем Кутелева была названа одна из улиц города.

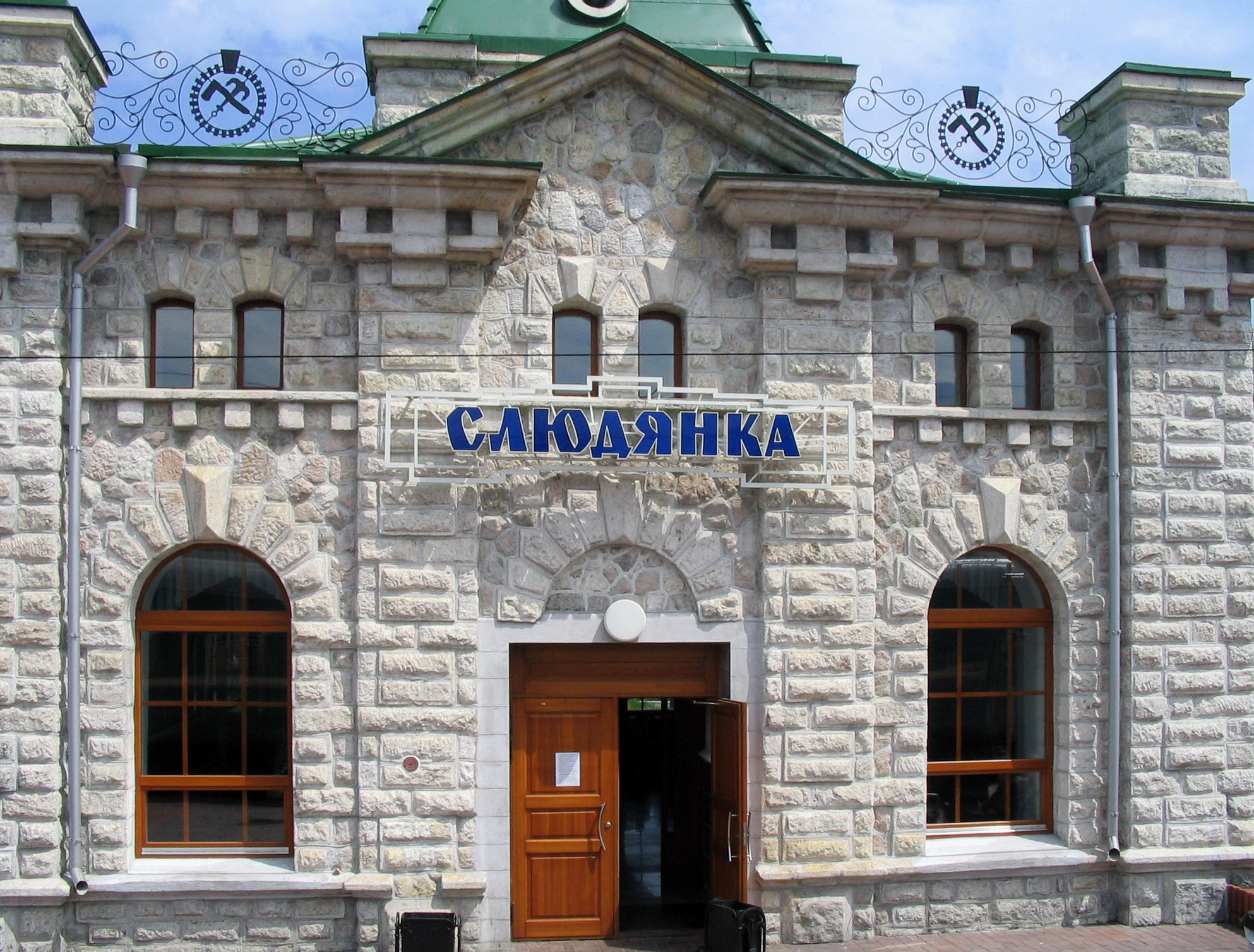
Железнодорожный вокзал в Слюдянке в XXI веке

В 1998 году прекратил своё существование Южно-Байкальский рыбоконсервный завод. Его закрытие было связано с общим кризисом рыболовной отрасли в Иркутской области. Жёсткая налоговая политика, а также серьёзная конкуренция со стороны дальневосточных производителей рыбных консервов подорвали развитие рыбоперерабатывающей отрасли в Слюдянке. Попытка реанимировать завод посредством перевода мощностей предприятия на переработку куриного и свиного мяса в полуфабрикаты не удалась.
В 2005 году в рамках празднования столетия Кругобайкальской железной дороги была проведена реконструкция станции Слюдянка I. Была построена новая посадочная платформа (со стороны города). Ремонт был сделан и в здании вокзала. Был изменён его внешний вид, в нём самом появилась выставочная экспозиция, рассказывающая пассажирам о КБЖД.
В 2011 году Слюдянка отпраздновала 75-летие со дня получения статуса города. К этому юбилею в Слюдянке возобновилось строительство жилья для слюдянцев. Для ветеранов Великой Отечественной войны в рамках Федеральной программы по обеспечению их жильём строится жилой комплекс. Достраивается спортивно-оздоровительный комплекс. Были проведены работы по обустройству уличных спортивных сооружений города.

## География

### Географическое положение
Слюдянка находится в Восточной Сибири, на юге Иркутской области, на южном берегу озера Байкал, в 110 километрах по трассе Р-258 и в 126 километрах по Транссибирской магистрали от Иркутска. Из города начинается Кругобайкальская железная дорога. Город стоит на двух реках, в предгорьях горной системы Хамар-Дабан. Площадь города — 38,7 км² (без Слюдянского муниципального образования); 436 км² (вместе с ним).

### Часовой пояс
Слюдянка расположена в часовой зоне Иркутского времени, обозначаемой по международному стандарту как Irkutsk Time Zone (IRKT). Смещение относительно Всемирного координированного времени UTC составляет +8:00. Местное время
отличается от поясного времени на час: астрономический полдень в Слюдянке наступает в 13 часов 05 минут. Разница с Москвой составляет +5 часов.

### Рельеф
Город расположен на предгорном плато (педименте) у подножия горной системы Хамар-Дабана. Самая низкая точка города — урез озера Байкал, составляющий 456 метров над уровнем моря. Плато образовано приустьевыми долинами и выполнено аллювиальными отложениями рек Слюдянка и Похабиха. Плато наклонено к водной глади Байкала. Его протяжённость с запада на восток — около 5 километров, с севера на юг — от 2 до 4 километров. Плато окружено Комаринским хребтом и одним из его отрогов, вдающимся в Байкал — Шаманским мысом. Шаманский мыс — один из самых узнаваемых элементов слюдянского рельефа, а также популярное место отдыха.

### Землетрясения
Слюдянка находится в центре Байкальской рифтовой зоны, и поэтому в ней возможны землетрясения силой до 11 баллов с огромной интенсивностью и магнитудой. Крупные землетрясения (силой до 6 баллов) происходили в Слюдянке в 1862, 1959, 1995, 1999 годах. Землетрясение в феврале 1999 года повредило Слюдянские очистные сооружения. Но самое сильное землетрясение произошло 27 августа 2008 года.
27 августа 2008 года в 10:35:32 по местному времени на территории Слюдянского района произошло сильнейшее за всю его
историю землетрясение силой в 7—9 баллов. Эпицентр находился в 50 километрах к северу от Байкальска. В Слюдянке толчки доходили до 8 баллов. По счастливому стечению обстоятельств, в городе не произошло ни одного обрушения жилого здания и никто не погиб. В домах постройки 1940—1950 гг. появились многочисленные трещины (по улицам 40 лет Октября и Перевальской). Произошли смещение железнодорожного полотна и обрыв электропроводки, поэтому на несколько часов были задержаны поезда дальнего следования и пригородные поезда на участке Мысовая — Ангарск. Районная администрация выделила средства для помощи пострадавшим от землетрясения. Ущерб был оценён в 80 миллионов рублей. Каникулы для школьников были продлены до 8 сентября. Некоторые дома были признаны непригодными для жилья, снесены, и на их месте были построены новые. Стало непригодным здание бывшего детсада, в котором обучались начальные классы МОУ СОШ № 4. Его снесли, и на его месте построили детский сад № 213 ОАО «Российские железные дороги».

### Геология
Слюдянка находится в предгорьях горной системы Хамар-Дабан, состоящей из горных пород возраста байкальской и раннекаледонской складчатости, в связи с этим основными горными породами, встречающимися в окрестностях Слюдянки, являются граниты, мраморы, кристаллические сланцы, диопсиды, полевые шпаты и т. д. Четыре наиболее известных полезных ископаемых города — это слюда-флогопит, мрамор, лазурит (ляпис-лазурь) и мраморизованный известняк.

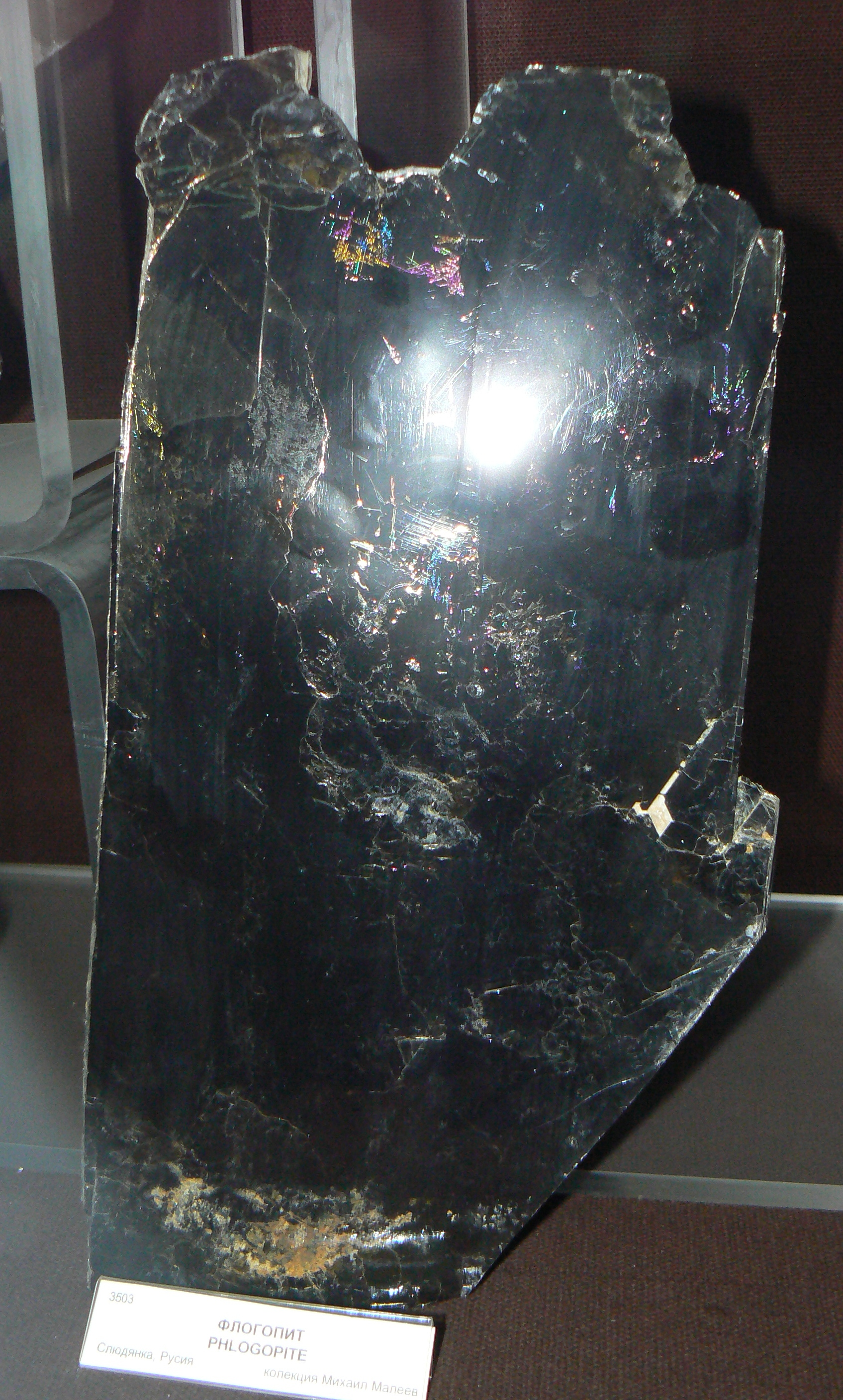
Кристалл слюды. Минералогический музей имени В. Жигалова

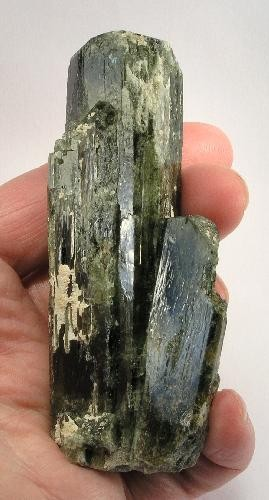
Диопсид. Месторождение Слюдянка

Первые попытки начать промышленную добычу слюды были предприняты в 1902 году, когда местный рудознатец Якунин открыл слюдяные жилы в 3 километрах от железнодорожной станции и застолбил их. Промышленная добыча слюды началась в Слюдянке только в 1924 году. Был создан трест «Слюдасоюз», а затем, в 1929 году, было организовано Слюдянское рудоуправление. Добыча слюды велась большими темпами в связи с высокой потребностью слюды в электротехнике и военном машиностроении. К 1975 году добыча слюды была прекращена. Сейчас слюдяные копи могут быть интересны лишь туристам.
В настоящее время наиболее используемым полезным ископаемым является мраморизованный известняк. Его добыча ведётся силами ОАО «Карьер Перевал». Для строительства плотин Ангарского каскада ГЭС необходим был цемент, и в 1958 году в окрестностях Слюдянки был открыт карьер для добычи сырья для производства цемента, который добывал известняк и отправлял на Ангарский цементный завод. В 2008—2010 годах карьер работал с перебоями.
Не менее ценным ископаемым является и мрамор разных цветов, от белого до розового. Его добывали в карьере Буровщина. После прекращения добычи слюды Слюдянское рудоуправление перепрофилировалось на добычу и обработку мрамора. Мрамор из Слюдянки использовался для производства надгробных памятников и как облицовочный камень. Им облицованы станция Новосибирского метрополитена «Красный проспект», станция Харьковского метро «Пролетарская», станции московского метрополитена «Баррикадная», «Улица 1905 года».
Лазурит в окрестностях Слюдянки начали добывать сразу же после открытия его месторождения уже упомянутым выше Лаксманом. Первая партия была отправлена в Санкт-Петербург для облицовки стен Петергофа. Лазоревый камень использовался также для облицовки стен Исаакиевского собора и в качестве сырья для получения ультрамариновой краски. С 1851 до 1863 года его добычей в Малобыстринском карьере занимался мастеровой Екатеринбургской гранильной фабрики Пермикин. После 1863 года его добыча прекратилась практически на 100 лет. Обручев, посетивший Слюдянку в 1889 году, отмечал заброшенность этих мест. В 1967 году организация «Байкалкварцсамоцветы» вновь организовала добычу лазурита, но в 1995 году предприятие разорилось.
Академик Ферсман в одном из своих сочинений назвал Слюдянку минералогическим раем. Помимо вышеперечисленных полезных ископаемых в горах около Слюдянки было найдено ещё около 400 минералов, таких как апатит, диопсид, волластонит, главколит, ураноторит, менделеевит, голдманит, азурит, андалузит, афганит, быстрит, вермикулит, графит, доломит, гидрогётит, кварц, корунд, лавровит, молибденит, ортоклаз, плагиоклаз, родонит, сфалерит, флоренсовит, шерл и др.

### Климат
Слюдянка располагается в зоне умеренного континентального климата. Практически вся Иркутская область находится в зоне резко континентального климата, а мягкость климата Слюдянки связана с нахождением города на берегу озера Байкал. Благодаря отепляющему влиянию Байкала зима в городе более мягкая, нежели в остальной Иркутской области, а из-за охлаждающего его влияния в городе поздно наступает весна, летний максимум температур сдвинут в сторону августа, а осень длится относительно долго. Последние весенние заморозки заканчиваются здесь в 20-х числах мая, а первые осенние наступают после 25 сентября. Среднемноголетняя продолжительность безморозного периода — одна из самых больших в Иркутской области. Она продолжается 126 дней. Больше она лишь в двух местах области — городе Байкальске и бухте Песчаной (135 и 136 дней, соответственно).
Осадков в пределах города немного. Это связано с особой местной циркуляцией воздуха — город расположен в котловине, с трёх сторон окружённой горами, а с четвёртой — водной гладью Байкала. Из-за этого преобладают местные ветры — бризы и горно-долинные ветры, не приносящие осадков. Скудные осадки в котловину приносят северо-западные ветры, но основная их часть выпадает в верхнем ярусе гор. На высоте 1,5 км над уровнем моря в 20 км от Слюдянки на метеостанции Хамар-Дабан выпадает уже около 1500 мм осадков.
Зимой, после замерзания Байкала, над городом устанавливается типично антициклональная погода, обусловленная Монгольским антициклоном. Наступает состояние инверсии, и холодные сухие ветры стекают со склонов гор, выхолаживая территорию. Наибольшая относительная влажность воздуха наблюдается в ноябре — декабре во время замерзания Байкала. Как говорят местные жители, Байкал пари́т. Испарение при 15-градусном морозе образует адвективные туманы.
| Показатель                                  | Янв.  | Фев. | Март | Апр. | Май | Июнь | Июль | Авг. | Сен. | Окт. | Нояб. | Дек. | Год  |
| ------------------------------------------- | ----- | ---- | ---- | ---- | --- | ---- | ---- | ---- | ---- | ---- | ----- | ---- | ---- |
| Абсолютный максимум, °C                     | 0     | 8    | 18   | 27   | 33  | 33   | 34   | 32   | 30   | 24   | 13    | 3    | 34   |
| Средний суточный максимум, °C               | −14   | −8   | 0    | 8    | 17  | 22   | 24   | 22   | 15   | 7    | −4    | −12  | 6,4  |
| Средняя температура, °C                     | −19,5 | −15  | −7,5 | 1,5  | 9,5 | 15   | 18   | 16,5 | 8,5  | 1    | −10   | −17  | −0,1 |
| Средний суточный минимум, °C                | −25   | −22  | −15  | −5   | 2   | 8    | 12   | 9    | 2    | −5   | −16   | −22  | −6,4 |
| Абсолютный минимум, °C                      | −46   | −44  | −33  | −20  | −8  | −5   | 2    | 0    | −10  | −22  | −37   | −38  | −46  |
| Норма осадков, мм                           | 7     | 6    | 7    | 15   | 42  | 84   | 135  | 109  | 51   | 17   | 10    | 5    | 488  |
| Источник: Климат Слюдянки на MyWeather2.com |       |      |      |      |     |      |      |      |      |      |       |      |      |

| Показатель                                              | Янв. | Фев. | Март | Апр. | Май | Июнь | Июль | Авг. | Сен. | Окт. | Нояб. | Дек. | Год  |
| ------------------------------------------------------- | ---- | ---- | ---- | ---- | --- | ---- | ---- | ---- | ---- | ---- | ----- | ---- | ---- |
| Норма осадков, мм                                       | 33   | 29   | 60   | 95   | 131 | 207  | 299  | 226  | 154  | 87   | 60    | 41   | 1419 |
| Источник: Average rainfall at Khamar-Daban meteostation |      |      |      |      |     |      |      |      |      |      |       |      |      |

### Гидрография

#### Реки
В пределах города протекают две реки: Слюдянка и Похабиха. Слюдянка является временным водотоком. Это связано с тем, что основной приток ушёл под землю, а его воды затем были искусственно отведены в Байкал, а дождевое питание непостоянно. В прошлом на реке Слюдянке происходили крупные наводнения. Крупнейшее из них
произошло в 1971 году. В целях защиты населения вдоль реки были построены дамбы. Другая река, Похабиха, имеет постоянный сток в Байкал. Это связано с наличием подземного питания у этой реки. В том же 1971 году на Похабихе случилось крупное по местным меркам наводнение. Проблемой местных рек является образование зимой наледи, особенно на Похабихе.

#### Озёра Слюдянки

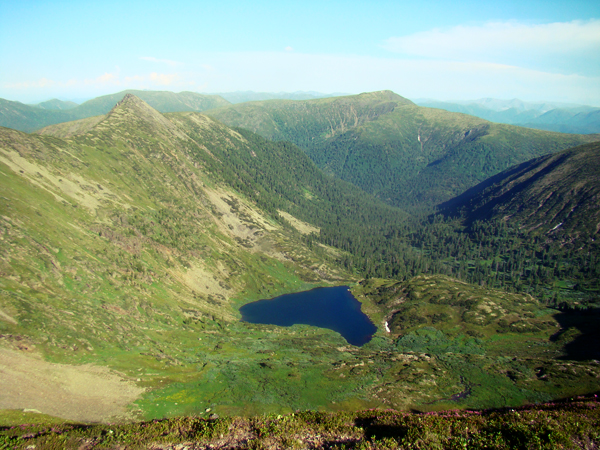
Озеро Сердце

На северо-западной окраине Слюдянки находится несколько озёр. Эти озёра входили в акваторию Байкала, однако при строительстве Кругобайкальской дороги была создана насыпь, и озёра были отделены от Байкала. Они используются как места рыбалки, после замерзания на их льду проводятся зимние автомобильные гонки. На этих озёрах обитают ондатры. Некоторые птицы используют эти водоёмы как место обитания и гнездования.
В горах, возле пика Черского, находятся несколько очень живописных озёр, таких как озеро Сердце и Чёртово озеро, которые, по-видимому, имеют ледниковое происхождение. Они очень привлекательны для туристов и местных жителей, совершающих к ним однодневные переходы.

#### Южный Байкал
Но всё же главным водным объектом для города является Байкал, конкретно, его южная часть. Воды Южного Байкала начали изучать уже в середине XIX века. Бенедикт Дыбовский, польский ссыльный-учёный, изучал вместе со своим помощником Виктором Годлевским гидродинамику и гидробиологию вод Байкала вблизи Слюдянки, определил точные сроки замерзания озера, измерил глубину Байкала около Слюдянки. Учёные установили, что около Слюдянки глубина нарастает резко, и в 15 километрах от берега она составляет уже 1320 метров. В среднем Байкал замерзает 9 января, а вскрывается 4 мая. Толщина льда в южной котловине составляет около 1-1,5 метров.

### Почвы, растительность и животный мир
Почвы на территории города нескольких видов. Первый вид — болотные почвы. Они представлены в западной и северо-западной частях города, в секторе малоэтажной застройки на месте осушенных болот. Встречаются помимо Слюдянки в других прибрежных частях Слюдянского района, Прибайкалья и северных районах области. Ещё один вид почв — аллювиальные почвы. Они встречаются в долинах Слюдянки и Похабихи при выходе их русел из горных долин на плато. Занимают небольшую площадь. На всей территории города в почве содержится большое количество слюды, и благодаря ему здесь начали искать и нашли залежи флогопита. Также в окрестностях города представлены подбуры и подзолы.
В плане растительного покрова Слюдянка и её окрестности относятся к Восточно-Сибирской подобласти светлохвойных лесов и её южно-таёжной зоне. Преобладают кедровники. Кедр, или сосна сибирская, — основное дерево хребта Хамар-Дабан. К нему примешиваются лиственница и сосна обыкновенная. Вблизи города произрастают леса с преобладанием берёзы и осины. Это связано с тем, что на близлежащих к городу горах в 50-х гг. XX века проводились лесозаготовки. К юго-востоку от Слюдянки существуют эндемичные пихтовые леса. В подлеске преобладают можжевельник и малина, произрастают бадан, кашкара, а также ягодные кустарники.
В районе Слюдянки обитают некоторые виды промысловых зверей: соболь, белка, медведь; боровая дичь — глухари, тетерева, рябчики. Вблизи населённых пунктов в Слюдянском районе стали всё чаще появляться медведи, их численность в районе составляет приблизительно 1200 особей. В связи с бескормицей в лесу медведи ищут источники пищи вблизи многочисленных туристических баз.

### Экологическое состояние
В связи с тем, что основным топливом для котельных и отопления частных домов в зимний период является уголь, в городе в это время наблюдается смог. Во время установления антициклона дым не рассеивается в котловине, и над городом постоянно висит дымка. Частично проблема смога разрешилась со строительством центральной городской котельной, которая согласно постановлению ЦК КПСС и Совмина СССР об охране Байкала от 13 апреля 1987 г. должна была заменить большое количество ведомственных. Однако смог остался. В рамках целевой программы «Защита окружающей среды в Иркутской области» выделяются средства на строительство электрокотельной «Рудная».
Многие месторождения полезных ископаемых, находящиеся близ Слюдянки, такие как Байкальское месторождение железной руды, Андреевское месторождение волластонита, месторождение апатитов, не разрабатываются в связи с тем, что они находятся в водоохранной зоне озера Байкал.

## Население
| \| 1929[65] \| 1931[66] \| 1939[67] \| 1959[68] \| 1967[66] \| 1970[69] \| 1979[70] \| 1989[71] \| 1992[66] \| 1996[66] \| 1998[66] \| \| -------- \| -------- \| -------- \| -------- \| -------- \| -------- \| -------- \| -------- \| -------- \| -------- \| -------- \| \| 12 331 \| ↘6400 \| ↗12 380 \| ↗21 388 \| ↗23 000 \| ↘20 639 \| ↘19 804 \| ↗19 872 \| ↗20 100 \| ↗20 700 \| ↗21 000 \| \| 2000[66] \| 2001[66] \| 2002[72] \| 2003[66] \| 2005[66] \| 2006[66] \| 2007[66] \| 2008[66] \| 2009[73] \| 2010[74] \| 2011[75] \| \| →21 000 \| ↘20 600 \| ↘19 118 \| ↘19 100 \| ↘18 900 \| ↘18 800 \| →18 800 \| ↗18 900 \| ↗18 954 \| ↘18 574 \| ↘18 538 \| \| 2012[75] \| 2013[76] \| 2014[77] \| 2015[78] \| 2016[79] \| 2017[80] \| 2018[81] \| 2019[82] \| 2020[83] \| 2021[1] \| \| \| ↗18 682 \| ↘18 626 \| ↘18 567 \| ↘18 425 \| ↘18 302 \| ↘18 241 \| ↗18 287 \| ↘18 190 \| ↗18 213 \| ↘18 058 \| \| Население на 1 января 2019 года составляло:18 190. 5000 10 000 15 000 20 000 25 000 30 000 1931 1979 2000 2006 2011 2016 2021 |         |         |         |         |         |         |         |         |         |         |
| 1929 | 1931    | 1939    | 1959    | 1967    | 1970    | 1979    | 1989    | 1992    | 1996    | 1998    |
| 12 331 | ↘6400   | ↗12 380 | ↗21 388 | ↗23 000 | ↘20 639 | ↘19 804 | ↗19 872 | ↗20 100 | ↗20 700 | ↗21 000 |
| 2000 | 2001    | 2002    | 2003    | 2005    | 2006    | 2007    | 2008    | 2009    | 2010    | 2011    |
| →21 000 | ↘20 600 | ↘19 118 | ↘19 100 | ↘18 900 | ↘18 800 | →18 800 | ↗18 900 | ↗18 954 | ↘18 574 | ↘18 538 |
| 2012 | 2013    | 2014    | 2015    | 2016    | 2017    | 2018    | 2019    | 2020    | 2021    |         |
| ↗18 682 | ↘18 626 | ↘18 567 | ↘18 425 | ↘18 302 | ↘18 241 | ↗18 287 | ↘18 190 | ↗18 213 | ↘18 058 |         |

На 1 января 2025 года по численности населения город находился на 703-м месте из 1124 городов Российской Федерации.
Демография
За первое полугодие 2011 года в городе родилось 150 человек, а умерло 140. На 1 января 2012 года население города составляло 18688 человек. Естественный прирост населения за 2011—2012 годы составил 0,78 %
Жители трудоспособного возраста в численности населения Слюдянки составляют 58 %. Лишь 30 % из них работает на предприятиях. Уровень официально зарегистрированной безработицы, однако, не превышает 2—3 %. Примерно 32 % работающих занято во вторичном секторе (на железной дороге и карьере Перевал), 34 % — в учреждениях третичной сферы (образование, здравоохранение и др.), 16 % занято индивидуальной трудовой деятельностью, 18 % — в прочих отраслях экономики.

## Административное деление
Город состоит из 8 микрорайонов:
- Берёзовый
- Остров
- Перевал
- Стройка
- имени Берестнёва
- Рудоуправление
- Центральный
- Пионерский

## Религия

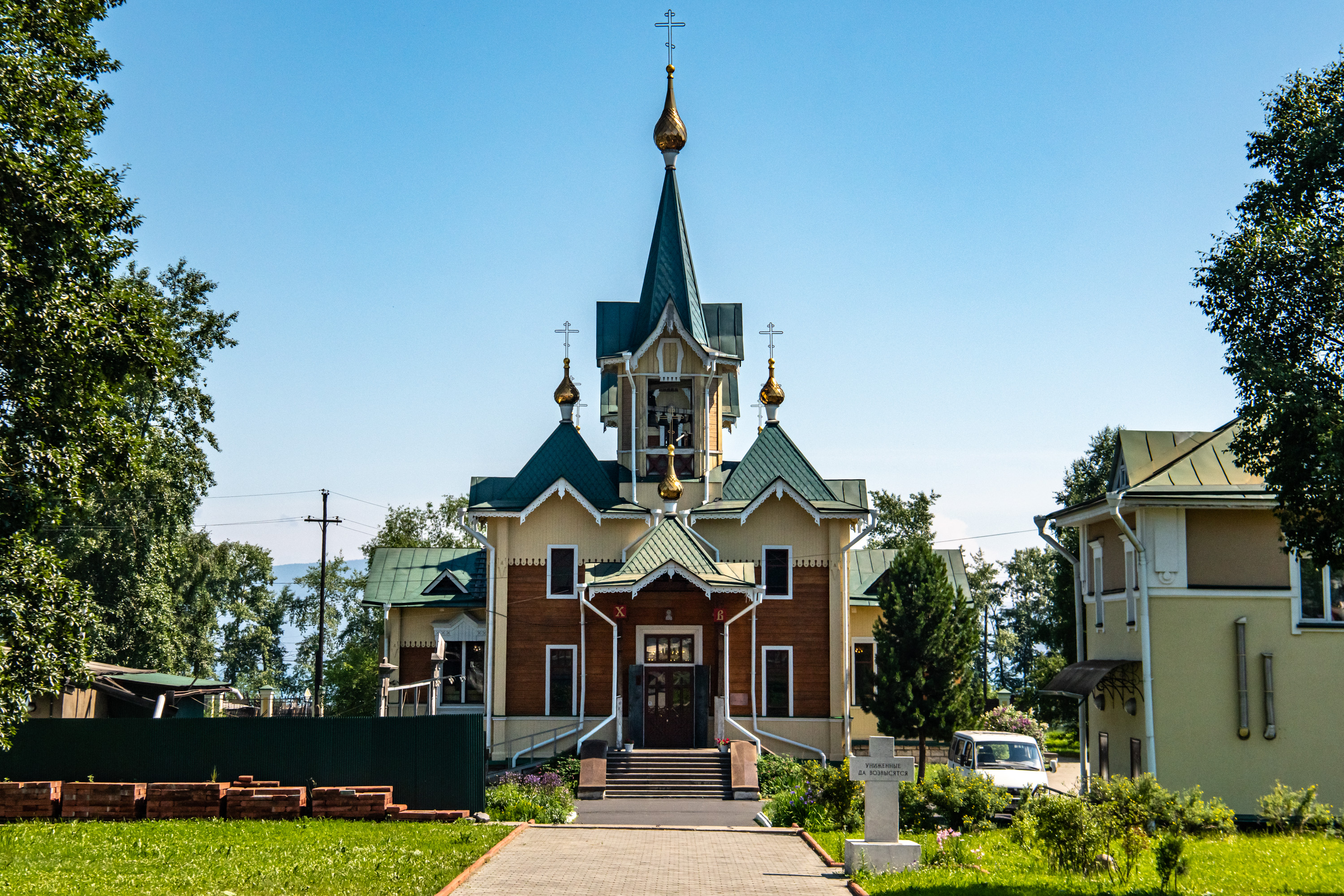
Слюдянская церковь

Основной частью населения Слюдянки издавна являлись православные христиане. В городе есть представительство Иркутской епархии Русской Православной Церкви — приход Свято-Никольской церкви.
Ныне в городе осталось не так много католиков, но в прошлом они играли значительную роль в жизни города. В городе находится католическая часовня Святого Георгия Победоносца, где регулярно совершаются богослужения. В городе есть также представители таких религиозных течений, как адвентисты седьмого дня, пятидесятники, баптисты.
Мусульманская диаспора города представлена выходцами из Азербайджана, Узбекистана, Таджикистана. Каких-либо религиозных сооружений для приверженцев ислама в городе нет. Буддисты и шаманисты в районе представлены бурятами из Тункинской долины и остальной Иркутской области. Буряты-шаманисты в прошлом поклонялись Байкалу и его стихиям, местом обрядов и поклонения являлся Шаманский мыс.

## Власть

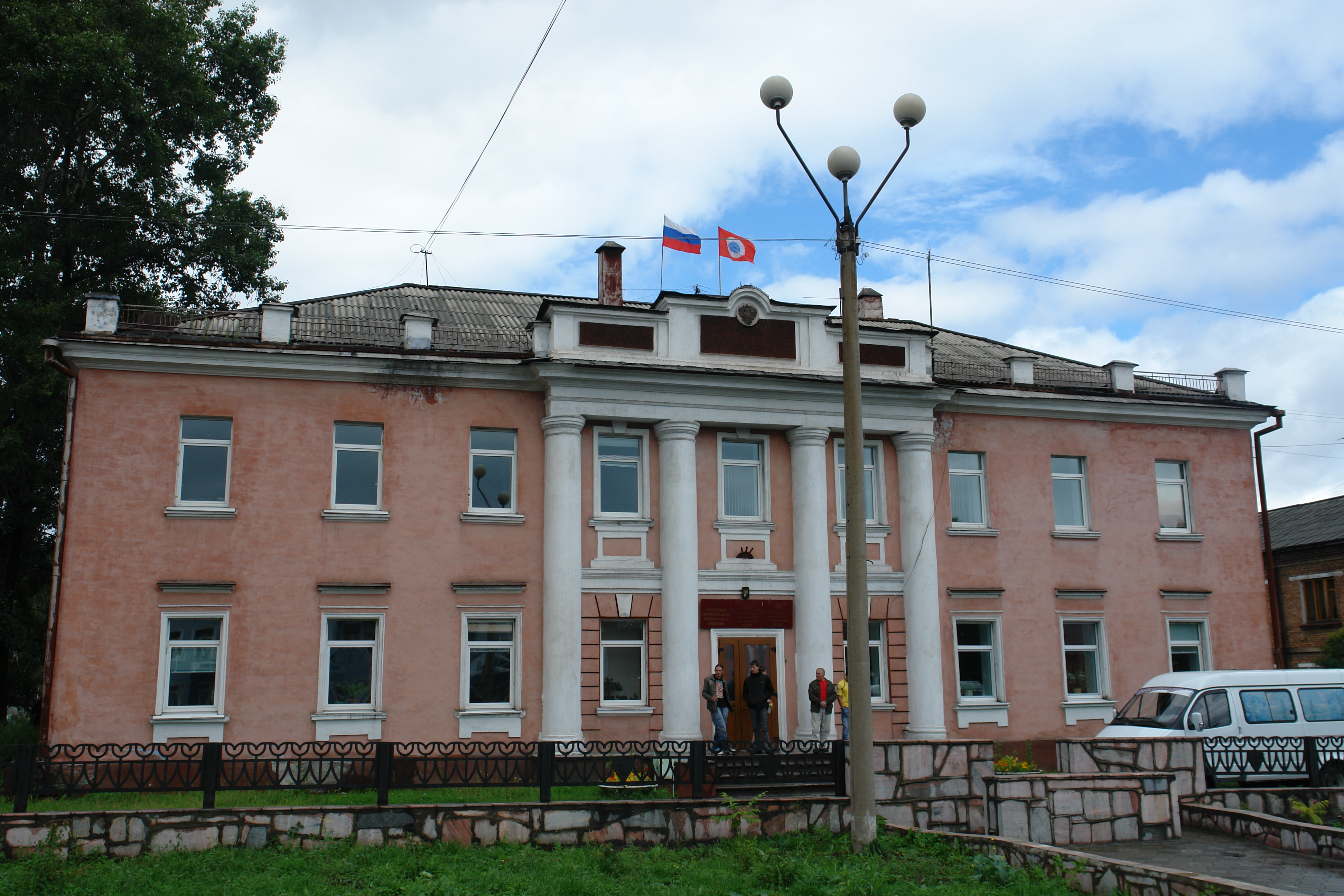
Администрация Слюдянского района

Представительную власть в городе осуществляет Дума Слюдянского муниципального образования, её председателем является А. Тимофеев, впервые назначенный на этот пост в 2007 году и впоследствии вновь назначенный председателем Думы в 2012 году. В ведомстве Думы находятся земельные, финансовые, имущественные вопросы муниципального образования. Помимо них, она также занимается социальной политикой и агитацией. К примеру, дважды в год, 12 июня и 12 декабря, Дума проводит торжественное вручение паспортов гражданам города, достигшим 14 лет.
Исполнительная власть принадлежит главе Слюдянского муниципального образования (мэру города). До 26 октября 2012 года мэром Слюдянки являлся Алексей Шульц. 26 октября 2012 года Алексей Гербертович Шульц передал полномочия главы города Владимиру Николаевичу Сендзяку.
В Слюдянке заседает Слюдянский районный суд.

### Слюдянка как районный центр
Слюдянка является центром Слюдянского района Иркутской области; этот статус она получила в 1930 году, в момент его образования. Представительный орган района, районная дума, выбирается раз в 4 года. В данный момент работает Дума VI созыва. От Слюдянки в неё были делегированы 7 представителей. Исполнительным органом является районная администрация, ей управляет глава администрации района (мэр района). В разное время мэрами района были Василий Сайков и Любовь Корнейчук. По состоянию на весну 2012 года мэром района является Андрей Должиков.

### Избирательные округа
Единственное официальное деление города проводится только на избирательные округа. В городе 10 избирательных
округов, включая округ, в котором находится посёлок Сухой Ручей.

### Сухой Ручей
В пределах города и под его управлением находится посёлок Сухой Ручей. На его территории располагался Южно-Байкальский рыбоконсервный завод. Сейчас многие ручьинцы ездят на работу в Слюдянку. Главным работодателем посёлка сейчас является гостиница «Пик Черского». Также в посёлке есть кафе «Золотая Юрта».

## Экономика

### Сельское, лесное хозяйство и рыболовство
Изначально территория Слюдянки не имела сельскохозяйственной ценности. Развитию агропромышленного комплекса мешают гористая местность, бедные почвы — подбуры и подзолы, микроклимат — малоснежные зимы, холодная весна, недостаточные агроклиматические ресурсы из-за охлаждающего влияния Байкала. Поэтому растениеводство представлено лишь выращиванием картофеля и овощей на приусадебных участках в частном секторе и дачных участках жителей Слюдянки в посёлках Буровщина, Муравей, Мангутай. Животноводство представлено свиноводством, птицеводством и разведением крупного рогатого скота в частных хозяйствах населения.
Лесное хозяйство и лесные промыслы являются давним занятием слюдянцев. Наиболее распространённым лесным промыслом был и остаётся сбор кедрового ореха. На северо-запад и к востоку от Слюдянки распространены кедровые леса. В них слюдянцы каждый год заготавливают кедровый орех. В дореволюционное время для колотования (местный способ сбора кедровой шишки) сколачивались артели, которые заготавливали орех, а затем уже дома семьи колотовщиков лущили его и изготавливали из ядрышек различные продукты, такие как, например, масло кедрового ореха. Кедровый орех отправлялся на экспорт в Западную Европу, в особенности в Англию. После войны заготовкой ореха стал заниматься Слюдянский лесхоз. Он направлялся в кондитерскую и фармацевтическую промышленности. Сейчас заготовка ореха ведётся лишь отдельными людьми для дальнейшей его продажи.

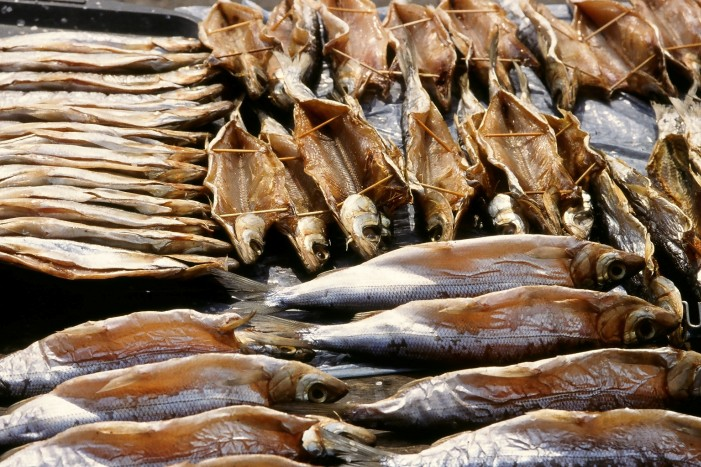
Омуль холодного копчения

Рыболовный промысел также широко развит в Слюдянке. Слюдянка известна далеко за пределами Сибири и России во многом благодаря омулёвому промыслу. Слюдянку даже называют омулёвой столицей России. Издавна в море, как называют Байкал местные жители, на рыбалку выходили артели рыбаков. При советской власти их реорганизовали в рыболовецкие колхозы. Во время войны один из них, «Байкал», даже завоевал III Всесоюзную премию за ударный труд. Благодаря наличию рыболовецких колхозов в том же 1943 году был пущен рыбоконсервный завод, ориентированный на местное сырьё. Однако после подъёма вод Байкала после строительства Ангарского каскада ГЭС количество рыбы и улов стали быстро снижаться, и завод перешёл на дальневосточное сырьё и впоследствии был закрыт. Ныне вылов омуля в Байкале строго квотирован, но местные рыбаки нелегально продолжают ловить рыбу и реализовывать её в свежем виде. Некоторые местные жители, в свою очередь, перерабатывают свежего омуля, коптят его и продают на городском вокзале либо на участке трассы М-55 в посёлке Култук . Несмотря на возможность законно оформить бизнес этих людей и увеличить доходы в городскую казну, городские и областные власти выступают против торговли омулем холодного и горячего копчения.

### Промышленность
Промышленность представлена предприятиями горнодобывающей, деревообрабатывающей и пищевой промышленности: обособленным подразделением «Карьер Перевал» ОАО «Ангарскцемент», ОАО «Байкальский камнеобрабатывающий завод», ОАО «Байкалпромкамень», Слюдянским хлебозаводом, производством пиломатериалов АУ «Слюдянский лесхоз».
ОАО «Карьер Перевал» является крупнейшим (ежегодный объём производства — больше 1,5 миллионов тонн) и одним из градообразующих предприятий города. С 1958 года в карьере добывают мраморизованный известняк. В данный момент ОАО является крупнейшим поставщиком сырья для производства цемента в Иркутской области. Продукция предприятия — известняковый щебень и крошка. Они отправляются в Ангарск на цементный завод либо используются для отсыпки дорог.
Добычу и обработку мрамора ведут предприятия «Байкальский камнеобрабатывающий завод» и «Байкалпромкамень», оставшиеся после приватизации и акционирования Слюдянского рудоуправления. До 1974 года Рудоуправление было крупнейшим производителем слюды-флогопита в СССР. После прекращения добычи слюды предприятие переквалифицировалось на добычу и обработку облицовочного камня на месторождениях Динамитное и Буровщина. При их разработке впервые в отечественной добыче камня были применены крупногабаритные экскаваторы и методы взрывной отбойки блоков от пласта породы. В 1991 году Слюдянское рудоуправление было приватизировано и преобразовано в АО «Байкалмраморгранит». Затем из него в самостоятельное предприятие по производству мраморного щебня выделяется ОАО «Байкалпромкамень». Также выделяются предприятия ОАО «Карьер Буровщина», занимающееся добычей мрамора на месторождении Буровщина, и ОАО «Байкальский камнеобрабатывающий завод», занимающийся производством мраморных плит, надгробий и облицовочного камня.

### Сфера услуг

#### Туризм
В Слюдянке и её окрестностях находится множество объектов, привлекающих туристов с различными целями посещения города.
Слюдянка находится на берегу озера Байкал, объекта Всемирного природного наследия ЮНЕСКО. Туристов привлекает Шаманский мыс, находящийся близ города. Он является священным местом для бурят, местом многочисленных археологических находок.
Слюдянка находится на Транссибирской магистрали и федеральной трассе М-55, что облегчает туристам путь и обеспечивает транспортную доступность достопримечательностей города.
Из Слюдянки со станции Слюдянка-II начинается Кругобайкальская железная дорога — памятник архитектуры начала XX века. Попасть на неё можно на поезде Слюдянка I — Байкал, называемом «мотаня», и на экспрессе, оформленном в стиле начала XX века, который ведёт паровоз начала века.
В Слюдянке развито кустарное производство и продажа копчёного омуля. Подобный кулинарный туризм создаёт городу имидж одной из рыбных столиц России. Эта обслуживающая туристов отрасль теневой экономики является наиболее известной за пределами региона туристической достопримечательностью Слюдянки.
Благодаря наличию Хамар-Дабана в Слюдянку приезжают спортсмены — лыжники, альпинисты, горнолыжники, любители пешего и экстремального туризма и т. д. Из Слюдянки начинается лыжный марафон «Байкальская Кругосветка».
В городе находится единственный в области частный минералогический музей «Самоцветы Байкала».
В обновлённую территорию ОЭЗ «Ворота Байкала» Слюдянка не вошла, так как в Слюдянке до сих пор не решены проблемы с угольным отоплением и строительством электрокотельной «Рудная». К тому же в Слюдянке чувствуется недостаток инфраструктуры: в городе насчитывается всего 6 гостиниц.

#### ЖКХ, тепло- и водоснабжение

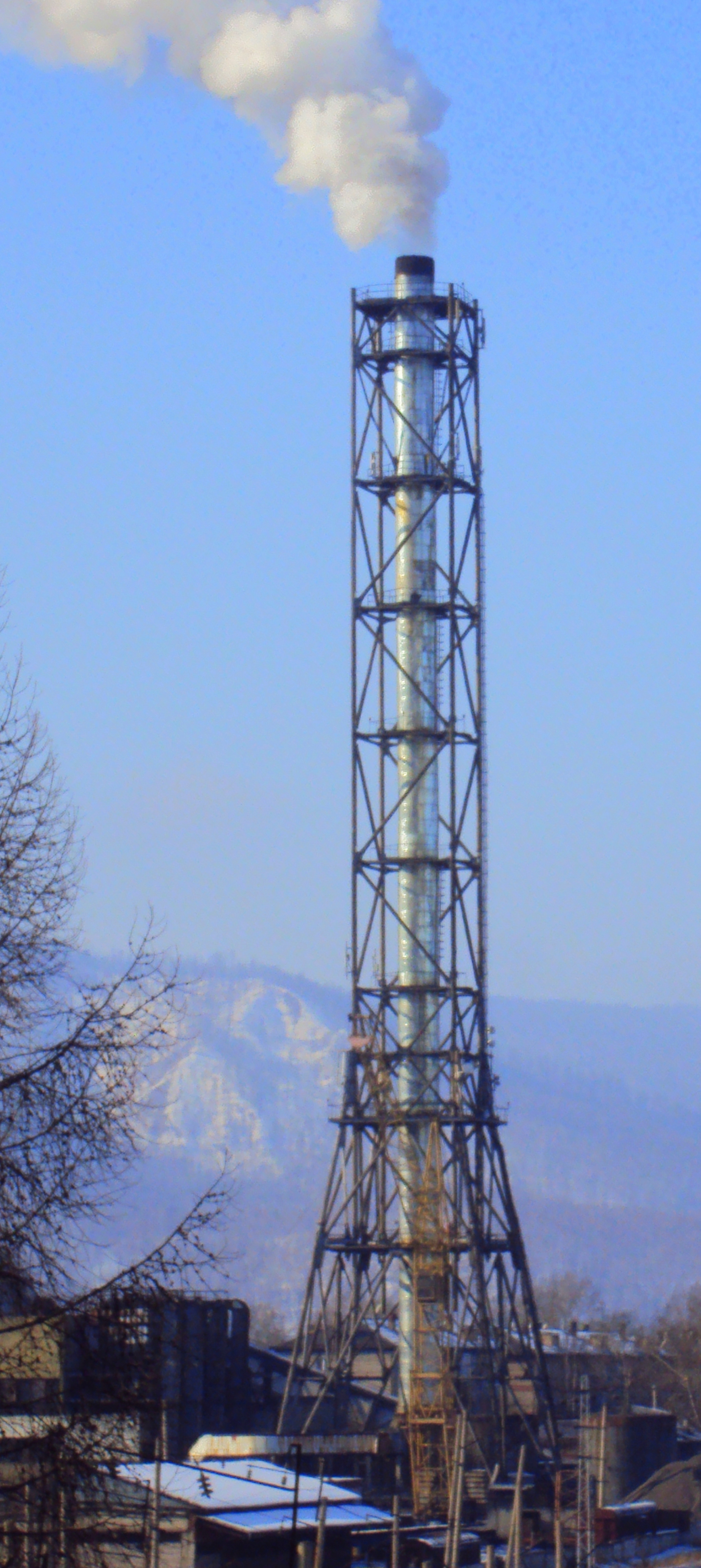
Труба центральной городской котельной

В городе сосредоточено 460 000 м² жилья, или 0,9 % всего жилого фонда Иркутской области. Обслуживает жилищный фонд города муниципальное подразделение компании «Облкоммунэнерго». Благоустроенное жильё занимает примерно 56 % его общего количества, жильё с горячим водоснабжением — 34 %, напольными электроплитами — 49 %, примерно 10 % жилья газифицировано.
За теплоснабжение отвечает МУП «Тепловодоснабжение». Оно обеспечивается 4 котельными — Центральной городской котельной, котельной Перевал, котельной СМП и котельной Стройка. Строительство электрокотельной «Рудная» в микрорайоне Рудо является одной из главных строек города в настоящее время. Её строительство ведётся с 1995 года. К 2011 году её готовность составляла около 80 %, однако часть средств, предназначенных для её строительства, была переведена на строительство спортивно-оздоровительного центра. В прошлом город обслуживало около 20 котельных, большинство из которых являлись ведомственными, но в 1987 году вышло постановление об охране озера Байкал, и большинство мощностей котельных перевели на центральную котельную. Частные дома отапливаются преимущественно углём, а также дровами. Два основных вида отопления частных неблагоустроенных домов — печное и паровое.
За водоснабжение также отвечает МУП «Тепловодоснабжение». В городе есть два водозабора. Первый городской водозабор находится на месте бывших шахт по добыче флогопита. Связано это с тем, что часть выработок была затоплена в 60-е годы XX века. Проводились работы по их спасению, однако в 1974 году добычу слюды прекратили, и было решено использовать воду из шахт как питьевую. Ещё один водозабор находится в Прибрежном районе. Забор воды производится прямо из озера Байкал с глубины около 300 метров. Вода Байкала возле Слюдянки обладает уникальными свойствами: во-первых, чистотой, во-вторых, продолжительностью срока годности без добавления посторонних веществ, в-третьих, насыщенностью кислородом. Вода соответствует ГОСТу 2874-82.
Вышеуказанное постановление об охране озера Байкал подразумевало строительство новых городских очистных сооружений, однако идея оставалась на бумаге до 1995 года в связи с преобразованиями в России. К тому времени действовавшие очистные сооружения города безнадёжно устарели. В 1995 году началось строительство, однако оно было прервано в 1998 году по финансовым причинам. В 2006 году проект был возобновлён. В результате землетрясения 2008 года старые очистные пришли в негодность, и в реку Похабиху сбрасывались практически неочищенные сточные воды. Строительство было ускорено, и 2 ноября 2010 года был запущен новый объект ЖКХ. Очистка воды на объекте проводится ультрафиолетом и при помощи гнилостных бактерий без применения хлора. Они очищают 4 тысячи кубометров фекальных и сточных вод в сутки.

#### Строительство
В 2010 году в программу проведения капитального ремонта в Слюдянке было включено 23 дома. Их общая площадь — 25 616 м², количество проживающих — 569 человек. В этом же году было расселено 5 аварийных домов, в которых проживали 185 человек. Организация ООО «Домострой Профи» в рамках муниципального контракта построила 3 многоквартирных дома.
Главным объектом социального строительства на сегодняшний день является строительство спортивно-оздоровительного комплекса на территории бассейна, подведомственного городской ДЮСШ. Его строительство начиналось ещё в середине 1990-х годов, однако было возобновлено лишь в начале 2011 года. Новый комплекс будет состоять из 6 блоков. Объект входит в программу «Развитие физической культуры и спорта в Российской Федерации на 2006—2015 гг.», его стоимость, по оценочным данным, составляет около 150 млн рублей.

#### Связь
Стационарную телефонную связь обеспечивает региональное подразделение компании «Ростелеком» «Сибирьтелеком». Телефонный код города +7(39544). Номера стационарной связи — формата 5х-х-хх. Также в городе действует железнодорожная автоматическая станция Слюдянского железнодорожного узла. Номера этой сети формата 7х-х-хх.
Сотовую связь в городе предоставляют операторы «БВК», «МТС», «Билайн», «МегаФон». Компания «Теле2» продала свои активы в Иркутской области компании «Вымпелком». МТС открыл в 2010 году в Слюдянке сеть 3G, а летом 2016 года запустил 4G LTE.
Подключение к проводному Интернету осуществляют провайдеры «Ростелеком», ТелеНэт Слюдянка ,ИркНэт.
Действуют четыре отделения Почты России. Почтовые индексы города 665900-665904.

#### Банки и страхование
Банковскую деятельность в городе осуществляют филиалы «Сбербанка», «Совкомбанка», «ВТБ».
Страховые услуги предоставляют компании «Согаз», «Росгосстрах», «ВостСибЖАСО».

#### Потребительский рынок
В городе располагаются представительства и магазины таких торговых сетей, как «ОКей» (продукты питания), «ЭкоХим» (аптечная сеть), «Снежный Барс» (электроника), «Евросеть» (электроника), «Связной» (электроника), «Electronica», «Сеть техники» (бытовая техника), «Белореченское» (молочная продукция СХОАО «Белореченское»), а также местной сети супермаркетов «Курбатовский» и сети кондитерских магазинов и булочных «Урожай». В Слюдянке есть официальные салоны связи МТС, Билайн, МегаФон, Теле2.
В городе находятся АЗС фирм «Крайснефть», «ОМНИ», «Иркутскнефтепродукт».
В городе также расположены несколько торговых домов: «Асик» (стройматериалы, техника), «Байкал» (супермаркет Курбатовский), «Гастроном» (супермаркет Курбатовский), «БазарЪ» (крытый рынок).
Величина прожиточного минимума на 2010 год составляла 5596 рублей (в 2009 году — 5188 рублей).

## Транспорт
Слюдянка является уже на протяжении около ста лет крупным транспортным узлом Иркутской области.

### Железнодорожный транспорт

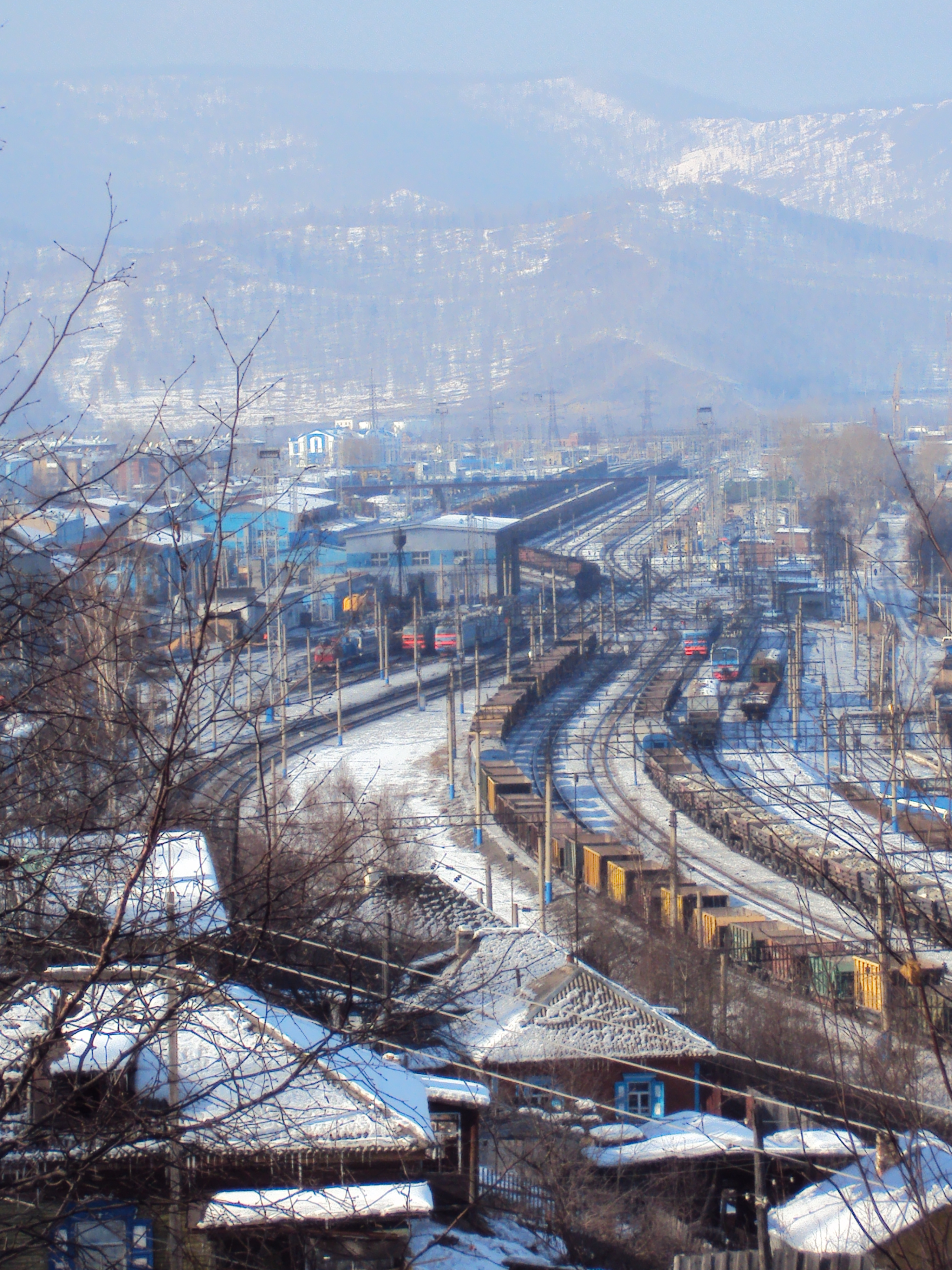
Станция Слюдянка I

Город обязан своим существованием строительству Транссибирской магистрали. На территории Слюдянки располагаются три станции ВСЖД: Слюдянка I, Слюдянка II и Рыбзавод (на территории посёлка Сухой Ручей). Со станции Слюдянка-II начинается Кругобайкальская железная дорога. Слюдянка стала железнодорожным узлом, когда был построен участок Транссиба от Иркутска до Слюдянки через ст. Андриановская. В октябре 1949 года первый участок пути Слюдянка — Байкал был оборудован автоматической локомотивной сигнализацией с автостопами. К концу 1960 года был полностью электрифицирован участок главного Транссибирского хода Мариинск — Красноярск — Тайшет — Зима — Иркутск — Слюдянка протяжённостью более 1600 километров.
Железнодорожный транспорт остаётся главным работодателем и предприятием города. На станции Слюдянка-I есть депо, в котором производится смена локомотивных бригад. «РЖД» принадлежат несколько важных для города учреждений и коммуникаций: детский сад № 213 ОАО «РЖД», построенный на месте разрушившегося в результате землетрясения отделения МОУ СОШ № 4, лицей-интернат № 23 ОАО «РЖД», ДК «Железнодорожник», «Узловая больница города Слюдянка», железнодорожная автоматическая станция Слюдянского железнодорожного узла.
К крупнейшим предприятиям города проведены подъездные пути, самый протяжённый из которых ведёт к карьеру Перевал.
Электропоезда следуют из Слюдянки в направлениях: Слюдянка — ст. Мысовая; Иркутск-Сортировочный; Черемхово; Мальта. Из Слюдянки в порт Байкал идёт пригородный поезд, называемый местными жителями «мотаня», также обеспечивающий жителей Маритуйского муниципального образования и посёлка Порт Байкал топливом, продуктами и почтой.
В 2010 году на станции Слюдянка-I была завершена установка светодиодного освещения. Производится реконструкция станции Слюдянка-II с целью организации пропуска поездов с востока. Одним из преобразований на станции стало строительство нового здания для работников, занятых в процессе работы станции, в 2009—2010 году. Также планируются расширение станции и строительство новых путей.
Для подготовки кадров для железной дороги существуют профильные классы в лицее-интернате № 23 ОАО «РЖД», организованные ИРГУПС.

### Автомобильный транспорт
По главной улице города, улице Ленина, проходит федеральная трасса Р258. В пределах города она пересекает ветку железной дороги до карьера «Перевал», реку Похабиха, ветку железной дороги до предприятия «Союзхимреактив» и реку Слюдянка. Она является основной магистралью города. В городе есть станция технического обслуживания и подразделение ГИБДД Иркутской области ОМВД России по Слюдянскому району. У въезда в город располагается пост ГИБДД.

#### Рейсовый транспорт
Внутри города основными видами общественного транспорта являются маршрутные такси и автобусы. Маршрутные такси внутри Слюдянки ходят по маршруту: микрорайон Квартал — микрорайон Рудо. Также маршрутные такси ездят из Слюдянки по маршрутам: Слюдянка — Байкальск, Слюдянка — Иркутск, Слюдянка — Аршан (Бурятия), Слюдянка — Улан-Удэ, Иркутск — Слюдянка — Улан-Удэ — Чита. Автобусы имеют следующие направления: 103 Слюдянка — Байкальск, 101 Слюдянка — Култук, Слюдянка — Мангутай. В Слюдянке также есть автостанция.

## Культура
В силу небольшого размера город Слюдянка является культурным центром лишь районного уровня, однако музей «Самоцветы Байкала» известен далеко за пределами Слюдянки и Иркутской области.

### Дома культуры
В городе расположено три дома культуры — ДК «Перевал», ДК «Железнодорожник» и ныне недействующий ДК «Горняк». Все три изначально были ведомственными и принадлежали карьеру Перевал, Слюдянскому железнодорожному узлу и Слюдянскому рудоуправлению соответственно. Здания слюдянских домов культуры относятся к архитектурному стилю «сталинский ампир».
- ДК Перевал является главным домом культуры района и имеет статус межпоселенческого. В нём проводятся городские дискотеки, киносеансы, театральные и цирковые представления. Действуют брейк-данс группа «Джеймс Стрит», вокальная студия «Ностальжи», эстрадно-вокальная студия «Гармония». Помимо культурных мероприятий, в нём проводятся богослужения местных баптистов[130][131].
- ДК Железнодорожник — дом культуры, принадлежащий ОАО «РЖД». В нём проводятся городские ёлки, театральные и цирковые представления, корпоративные праздники. В 2009 году была проведена комплексная реставрация дома культуры. В его архитектурный комплекс включили паровоз «Лебедянка»[132]. В 2013 в здании открылся кинотеатр[133].
- ДК Горняк — ныне не действующий дом культуры, располагающийся в микрорайоне Рудо. Был построен на месте бывшего городского кладбища. В нём проводились театральные представления, проходили киносеансы. Ныне здание никак не используется и пребывает в плачевном состоянии[134].

### Музеи
В Слюдянке находится пять музеев: Слюдянский городской краеведческий музей имени Ренаты Яковец, музей ВСЖД станции Слюдянка, минералогический музей имени В. А. Жигалова («Самоцветы Байкала»), историко-минералогический музей, музей "Древности Байкала".

#### Музей ВСЖД станции Слюдянка
Музей ВСЖД станции Слюдянка расположен в здании, принадлежащем локомотивному депо. В нём находятся различные экспонаты, начиная от археологических артефактов, заканчивая моделью Слюдянского железнодорожного узла, представляющие историю города с древнейших времён до наших дней. В музейных фондах хранятся множество фотографий, рассказывающих о замечательных слюдянцах и их трудовых и военных подвигах. В музее есть также и библиотека с различными изданиями, в том числе и раритетными, по различным отраслям истории и транспорта.

#### Музей имени Жигалова
Минералогический музей имени В. А. Жигалова («Самоцветы Байкала») — единственный в России частный минералогический музей. Он был создан энтузиастом Валерием Жигаловым в 1990 году. В его коллекции собрано около 11800 минералов, многие из которых были собраны лично Жигаловым в окрестных горах. Музей со временем превратился в комплекс по обслуживанию туристов.

### Библиотеки
В городе действует две библиотеки — Слюдянская районная библиотека, расположенная на ул. Ленина и библиотека семейного чтения (ул. Фрунзе, 8а).

## Образование
Первая школа города была построена в 1928 году в рамках борьбы с безграмотностью. Ныне это МБОУ (муниципальное бюджетное общеобразовательное учреждение) средняя школа № 50. В ней же располагался Слюдянский военный госпиталь. В 1956 году в Слюдянке была построена первая железнодорожная школа Иркутской области. Ныне это лицей-интернат № 23 «РЖД». В дальнейшем были построены другие школы города.
По состоянию на 2010 год в городе действуют четыре средние школы, две основные школы, лицей-интернат № 23 ОАО «РЖД», детско-юношеская спортивная школа, детская школа искусств, четыре детских сада, в том числе детский сад № 213 ОАО «РЖД».

## Здравоохранение

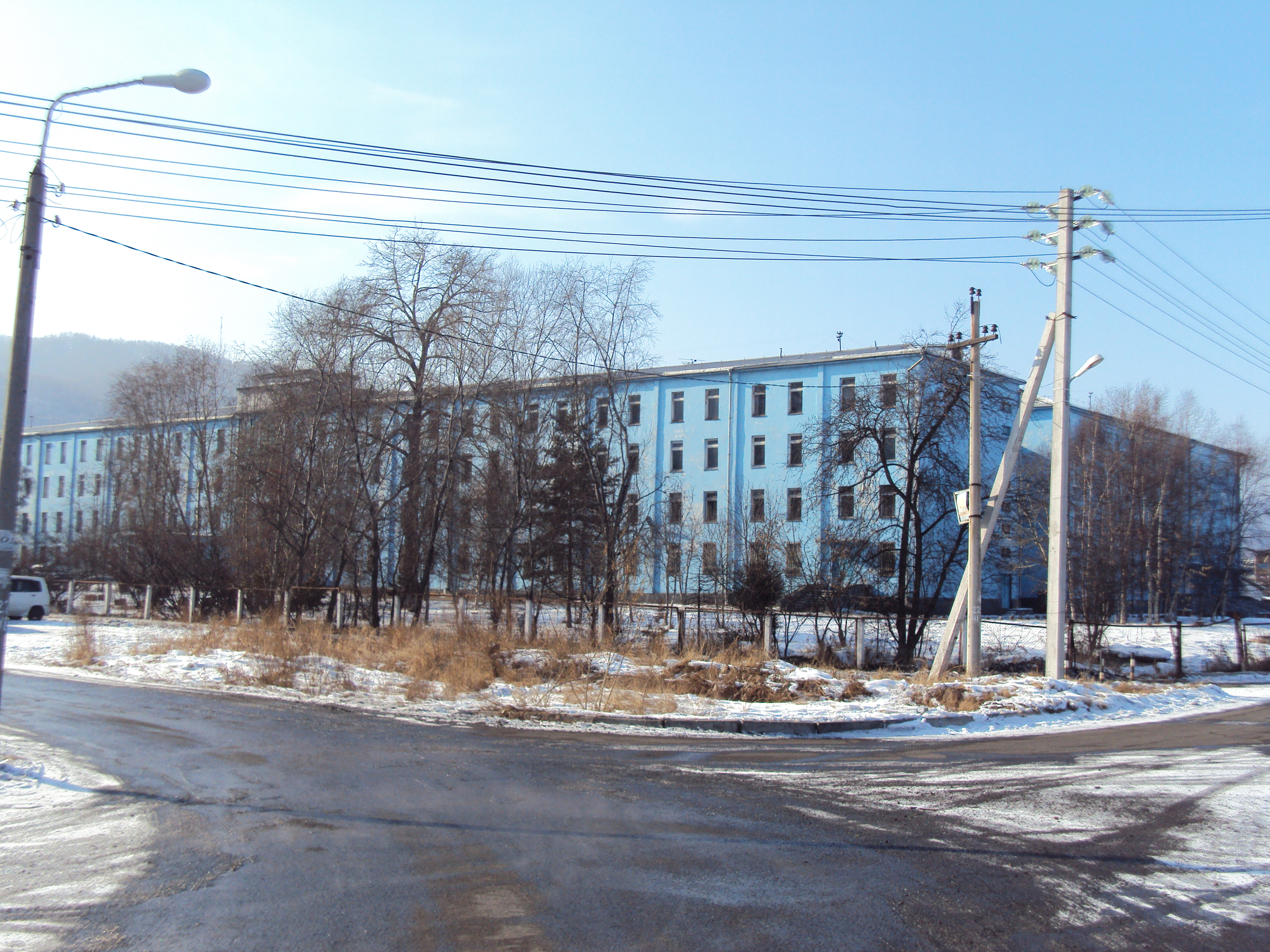
Узловая больница города Слюдянки

Первая больница в городе была построена в 1903 году, это был приёмный покой, организованный для оказания медицинской помощи железнодорожным рабочим. К 1920 году в ней было 20 коек, и она стала называться железнодорожной больницей. Её первым главным врачом был Виталий Снедков, приехавший в Слюдянку из Костромской губернии. В 1937 году он был арестован, но его жена сумела получить аудиенцию у Кагановича, и тот подписал распоряжение о прекращении дела в отношении Снедкова. Затем Снедков стал главврачом, анестезиологом и главным хирургом Слюдянского военного госпиталя. Виталий Порфирьевич — первый почётный гражданин Слюдянки.
Ныне больница называется Негосударственное учреждение здравоохранения «Узловая поликлиника на станции Слюдянка ОАО „РЖД“».
Главным государственным учреждением здравоохранения является МУЗ «Слюдянская ЦРБ». В неё входят Култукская участковая больница и 8 ФАПов (фельдшерских пунктов). Она рассчитана на 250 коек и обслуживает практически весь Слюдянский район.
Главным событием в сфере здравоохранения в последние годы стало объединение Узловой и районной больниц. Так как узловая больница принадлежит ОАО «РЖД», на её приобретение из областного бюджета выделили 12,5 млн рублей. Объединение и переезд ЦРБ в здание Узловой больницы происходит в связи с тем, что мощности железнодорожной больницы используются слабо, а родильное отделение вообще не используется, что является очень серьёзной проблемой для города, в котором нет роддома.

## СМИ

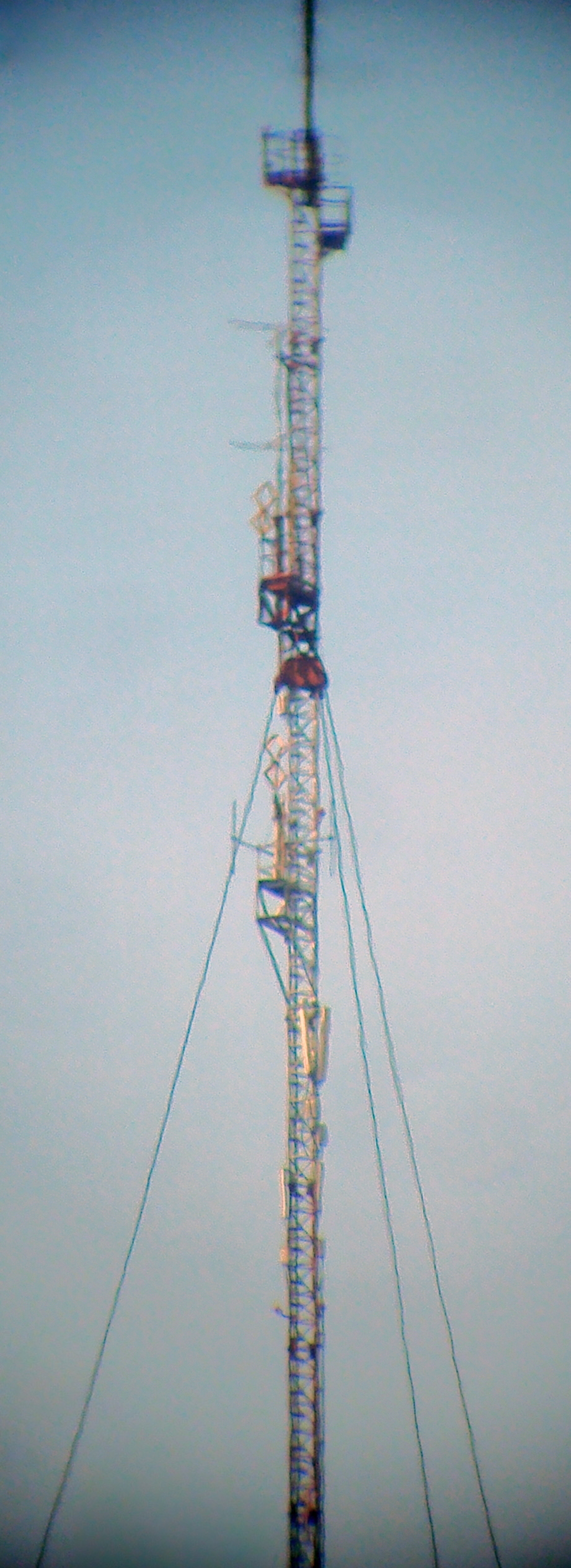
Телебашня города Слюдянка, расположенная на г. Слюдяной

В городе существует МУП «Объединённая редакция телевидения, радио, газеты „Славное море“ Слюдянского района». В её состав входят официальная районная газета «Славное море» и Слюдянское телевидение (СТВ).
«Славное Море» выходит раз в неделю по четвергам и содержит от 16 до 24 страниц формата А3. Подписчиками газеты являются около 4000 человек. Она является официальной газетой города и района. В ней публикуются различные постановления и указы районной и городской администраций. «Славное море» ранее называлось «Ленинское знамя» и было учреждено в 1931 году. Газета уделяет большое внимание вопросам истории города и района. В 2011 году она отметила 80-летний юбилей.
9 марта 2012 года вышел первый номер газеты «Слюдянка», которую издает ООО «Слюдянка-Медиа». Газета выходит тиражом 3000 экземпляров каждую неделю. В газете 8 полос, из них 4 — в цвете.
Также в городе выходит местная независимая газета «Байкал-новости».
Местное телевидение называется СТВ (Слюдянское телевидение). Его вещание проходит в Слюдянке каждые вторник и четверг с 19:00 до 21:00 по сетке вещания канала СТС.

### Цифровое эфирное телевидение
все 20 каналов для мультиплекса РТРС-1 и РТРС-2; Пакет радиоканал, включает: Вести FM, Радио Маяк, Радио России / ГТРК Иркутск.
- Пакет телеканалов РТРС-1 (телевизионный канал 51, частота 714 МГц), включает: Первый Канал, Россия 1 / ГТРК Иркутск, Матч ТВ, НТВ, Пятый Канал, Россия К, Россия 24 / ГТРК Иркутск, Карусель, ОТР, ТВЦ.
- Пакет телеканалов РТРС-2 (телевизионный канал 58, частота 770 МГц), включает: РЕН ТВ, Спас, СТС, Домашний, ТВ3, Пятница!, Звезда, Мир, ТНТ, МУЗ-ТВ.
- Обязательные общедоступные региональные телеканалы («21-я кнопка»): телекомпании «АИСТ ТВ»

### Радиовещание
- 66,20 — Радио России / ГТРК Иркутск (Молчит)
- 66,98 — Радио Маяк (Молчит)
- 101,2 — Русское радио
- 102,8 — Радио России / ГТРК Иркутск
- 104,0 — Удачное радио

## Архитектура
В 1899—1905 годах Слюдянка застраивалась домами железнодорожников. Станционный посёлок состоял из 44 жилых построек, водоподъёмного и водоёмного здания, деревянной больницы на 20 коек. В городе было пять улиц, две на т. н. Байкальской стороне, находящейся между Байкалом и железной дорогой, и три — со стороны современного центра города. Несмотря на то, что здания были типовыми, они имели различия в связи с различным временем постройки. Именно в это время были построены старинный вокзал, водонапорная башня и городская Свято-Никольская церковь.
В 1930—1950-х годах в городе был выстроен ряд зданий в стилистике сталинского ампира, среди них дома культуры «Горняк», «Перевал», «Железнодорожник», здание городской администрации. Позднее были возведены кварталы панельных и кирпичных домов (районы Квартал, Центр), комплексы многоквартирных домов в районе Рудо (т. н. «Пентагон»). Основными застройщиками в советский период являлись рудоуправление, железная дорога и карьер Перевал.
В российское время характер строительства значительно изменился, его масштабы резко уменьшились. «Новыми русскими» был выстроен ряд особняков из красного кирпича, типичным примером является особняк бывшего мэра Слюдянского района Василия Сайкова, называемый в народе «Собор Василия Блаженного».

### Архитектурные достопримечательности

#### Вокзал станции Слюдянка
Вокзал станции Слюдянка — единственное в России здание, целиком построенное из белого и розового нешлифованного мрамора. Проект вокзала был разработан специально для Слюдянки и КБЖД. Первоначально предполагалось построить в Слюдянке кирпичный вокзал, однако архитекторы и строители-итальянцы, которые занимались проектированием и строительством тоннелей и виадуков на КБЖД, решили изменить материал постройки. В то же время установить авторство проекта здания пока не удалось.
В 2005 году ВСЖД провела комплексную реконструкцию здания, воссоздав элементы архитектуры и интерьера начала XX века. Восстановлены ажурные решётки и каменная кладка, в самом здании появились номера отдыха, столовая, комфортный зал ожидания. Внутри вокзала были установлены терминалы по продаже билетов, система оповещения. В ходе ремонта были восстановлены архитектурные элементы здания и привокзальной площади. Также в рамках реконструкции узла был установлен памятник Михаилу Хилкову, министру путей сообщения в годы строительства КБЖД.

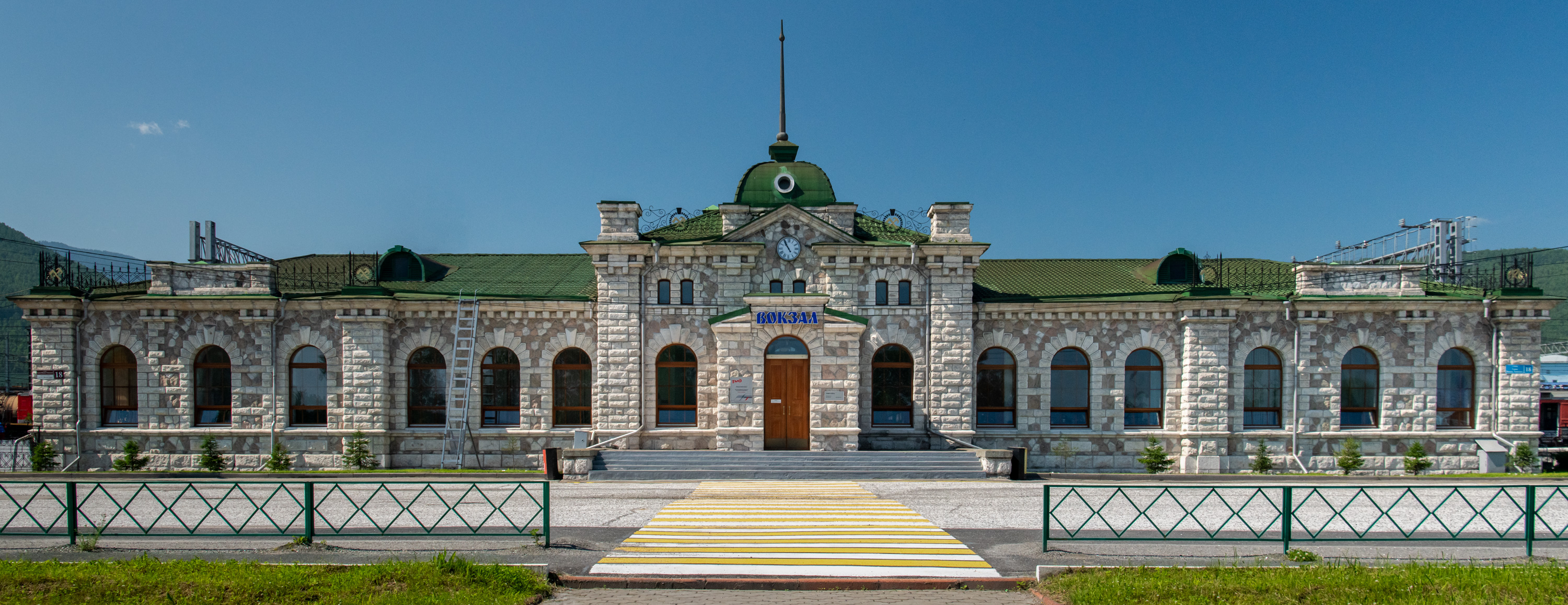
Вокзал станции Слюдянка

#### Свято-Никольская церковь

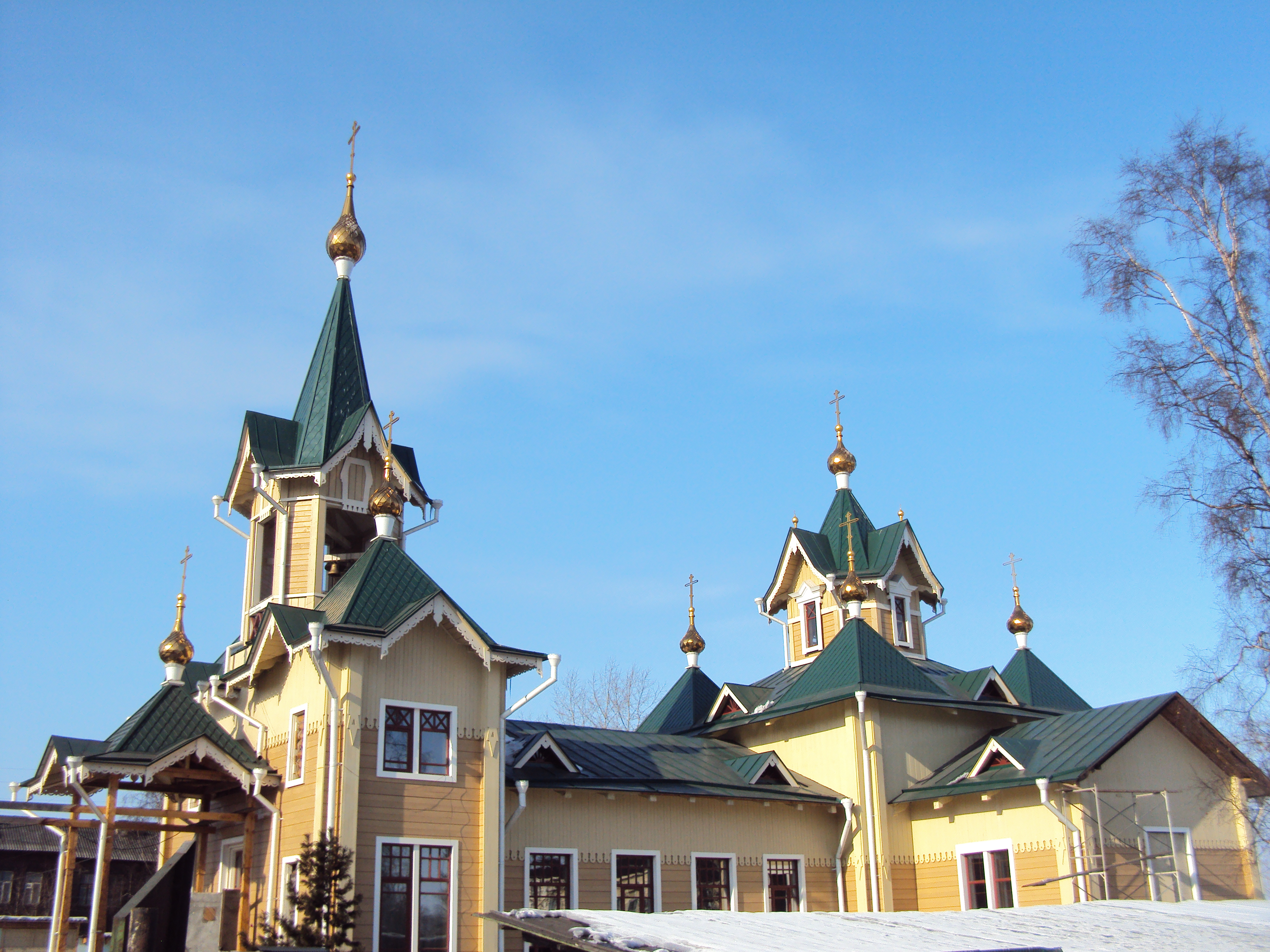
Свято-Никольская церковь

На месте церкви первоначально стояла небольшая часовня. Но будущий император Николай II, побывав в Слюдянке, высказал недовольство отсутствием в посёлке церкви, и из пади Половинка Кругобайкальской железной дороги перенесли уже построенный сруб церкви. Её освятил в 1906 году священник соседней Култукской церкви Иннокентий Чуринов. Затем, в 1914 году, церковь была разобрана, и на месте, на котором стоит современная церковь, построили старое здание Свято-Никольской Церкви. Она работала до 1929 года, когда в рамках борьбы с православием её закрыли и в дальнейшем использовали как клуб имени 1 Мая. В годы войны в ней жили солдаты, а в 1947 году церковь вновь была открыта. С 2008 года начаты работы по капитальному ремонту в связи с последствиями землетрясения. Были проведены усиление несущих конструкций и восстановление утраченных элементов, таких как кресты и колокола. Сейчас церковь открыта после капитального ремонта, и в ней совершаются богослужения. Здание храма является памятником истории и культуры федерального значения, и 20 февраля 1995 года указом Президента Российской Федерации № 176 оно поставлено на государственную охрану.

#### Водонапорная башня
В центре города располагается водонапорная башня. Она была построена ссыльными поляками в 1900 году для обеспечения железнодорожного узла питьевой водой. Построена она из красного кирпича на гранитном фундаменте в стиле модерн с элементами неоготики. Сейчас наряду со старинным паровозом Л-3504 («Лебедянка») башня входит в архитектурный комплекс дома культуры «Железнодорожник».

#### Скульптурные группы и мемориалы
Мемориал в парке Перевал. В честь победы над врагом в Великой Отечественной войне памяти слюдянцев, не вернувшихся с фронта, в парке Перевал был создан мемориал. Он состоит из памятника воину-освободителю (солдат, держащий в правой руке опущенный меч и с грустью глядящий в землю) и 12 плит с именами погибших за Родину. На плитах выбиты имена пропавших без вести или погибших на фронте. В их числе значатся Герои Советского Союза Тонконог и Береснев. Перед мемориалом каждый год проводятся местный Парад Победы и смотр юнармейцев.
Мемориал в пади Улунтуй. 22 июня 1989 года в пади Улунтуй, на месте старого городского кладбища, было решено организовать мемориал в честь бойцов, погибших и умерших от ран в Слюдянском военном госпитале. Композиция мемориала — монумент в виде пятиконечной звезды-портала к памятным плитам и плит с выбитыми на них именами солдат.
Памятник В. И. Ленину. Находится возле здания депо.
Памятник Космонавту. Находится на трассе М-55 при выезде из города по пути к посёлку Сухой Ручей. Памятник появился сразу после полёта Юрия Гагарина, имена скульпторов не сохранились. По мнению местного краеведа Яковец, его установили московские скульпторы в 1961—1962 гг.
Памятник медведю и обезьяне. Считается одним из самых необычных памятников России. Находится на пересечении улиц Ленина и Горной при повороте на Центральную котельную по трассе М-55. Изображает сцену из басни Крылова «Зеркало и Обезьяна». Медведь сидит перед мартышкой, которая смотрится в зеркало. Идея памятника принадлежала местным дорожным службам. Дело в том, что этот участок трассы был очень аварийным из-за достаточно крутого поворота. Необходимо было препятствие, перед которым водители сбрасывали бы скорость, которым и стала эта статуя. Памятник был установлен в 1978 году.
Памятник М. И. Хилкову. Бюст Михаила Ивановича Хилкова был установлен в Слюдянке в честь 100-летия со дня строительства КБЖД в 2005 году. Хилков, являвшийся тогда министром путей сообщения, руководил строительством дороги и сам выбрал место для строительства Слюдянки, фактически явившись её основателем. Памятник был установлен в рамках обновления станции Слюдянка и слюдянского вокзала.
Ракета. Монумент «Ракета» установлен во дворе ранее существовавшего здания Районной клинической больницы. Его автором был бывший главврач больницы Валентин Ульянов. Воодушевлённый полётом советских космонавтов, он самостоятельно сделал монумент из труб.

## Спорт
Основные виды спорта, существующие в городе — лыжный и горнолыжный спорт, пеший спорт, единоборства и автоспорт.
Нахождение Слюдянки вблизи Хамар-Дабана обусловило развитие первых двух видов спорта. Наиболее популярным маршрутом для походов является т. н. тропа на пик Черского. Некоторые спортсмены справляются с горной трассой за один день. Из Слюдянки начинается популярный маршрут «Байкальская Кругосветка». Он начинается в Слюдянке и заканчивается на остановочном пункте Ореховая Падь. Подготовленные участники проходят его за 2—4 дня. Также из Слюдянки начинается лыжный сверхмарафон (110 км) «Хамар-Дабан». Его маршрут пересекает реки Спусковая, Слюдянка, Утулик, Безымянная. История марафона началась в 1960-х гг. Красота местности привлекала альпинистов и лыжников. В 1980 году группа иркутских альпинистов впервые прошла маршрут за один день. В 2000 году был проведён первый подобный сверхмарафон, и его проведение стало для Слюдянского района доброй традицией. Рекорд сверхмарафона — 7 часов 56 минут.
Одним из главных направлений работы Слюдянской ДЮСШ является развитие единоборств — бокса, самбо, дзюдо. Слюдянские спортсмены регулярно принимают участие в региональных и всероссийских соревнованиях. В 2011 году в честь 75-летия города в Слюдянке был проведён открытый региональный турнир «Слюдянский ринг» с участием спортсменов из Иркутской области, Бурятии и Республики Монголия. Главой жюри стал известный боксёр Николай Валуев. Сборная Слюдянки сумела завоевать на этом турнире 14 медалей.
Автоспорт развивается в Слюдянке благодаря карьеру Перевал. Один из этапов Чемпионата Сибирского Федерального округа по горным автомобильным гонкам проводится в городе Слюдянка вблизи этого карьера. Десятикилометровая трасса с перепадом высот около 500 метров, различным (асфальт, мраморная крошка, гравий) покрытием и крутыми (до 180 градусов) поворотами является одной из самых сложных трасс России. Рекорд этой трассы — 4 минуты 49 секунд. Соревнования проводятся в двух дивизионах: объёмы двигателя 1600 и 3500 куб. см.